# Codex Vallardi

Le Codex Vallardi est une collection de dessins, pour la plupart de la main de Pisanello, acquise en mars 1856 par le musée du Louvre, pour 35 000 francs or, auprès de Giuseppe Vallardi (1784-1861), marchand d'estampes et antiquaire milanais. Le codex se présente sous la forme d'un portfolio comprenant 378 feuillets.

## La collection
Abréviations utilisées
- A. I. : Artiste anonyme italien
- A. F. : Artiste anonyme florentin
- A. L. : Artiste lombard
- A. P. : Atelier de Pisanello
- É. F. : École florentine
- É. L. : École de Léonard de Vinci
- N. P. : Non précisé par le musée du Louvre
- P. : Pisanello
- r° : recto
- v° : verso

| Photo                      | Titre | Auteur                       | N° d'inventaire | Technique | Support                                                                                                  | H en m | L en m | Joconde                                                                       |
| -------------------------- | --- | ---------------------------- | --------------- | --- | --- | ------ | ------ | ----------------------------------------------------------------------------- |
|                            | Portrait dit de Francesco Melzi, en buste, de profil vers la droite                                                                                          | É. L.                        | 2259            | Plume et encre brune, rehauts de blanc | Papier lavé de brun                                                                                      | 0,244  | 0,185  | « 50350003023 », notice no 50350003023                                        |
|                            | Divers projets d'armes | Léonard de Vinci             | 2260            | Pointe de métal, plume et encre brune. Partiellement repris à la plume et encre brune | Papier préparé bleu                                                                                      | 0,209  | 0,308  | « 50350003024 », notice no 50350003024                                        |
|                            | Divers projets d'armes | É. L.                        | 2261            | Pinceau et lavis bleu, rehauts de blanc, tracé préparatoire à la pierre noire | N. P. | 0,17   | 0,14   | « 50350003025 », notice no 50350003025                                        |
|                            | Un poulpe. Une jambe. Des fleurs. Une Vierge à l'Enfant | P.                           | 2262            | Aquarelle, plume et encre brune, tracé préparatoire à la pierre noire ou à la pointe de métal. Pointe de métal ou pierre noire seule pour la Vierge à l'Enfant | N. P. | 0,244  | 0,185  | « 50350003026 », notice no 50350003026                                        |
|                            | Une jambe droite, le pied passé dans un étrier | P.                           | 2263            | Plume et encre brune, tracé préparatoire à la pierre noire | N. P. | 0,238  | 0,183  | « 50350003027 », notice no 50350003027                                        |
|                            | Jambes d'un personnage marchant, vues de derrière. Deux plantes                                                                                              | P.                           | 2264            | Plume et encre brune, lavis brun, rehauts de blanc, tracé préparatoire à la pierre noire | Papier filigrané irrégulièrement lavé de sanguine                                                        | 0,249  | 0,176  | « 50350003028 », notice no 50350003028                                        |
|                            | Jules César en buste, de profil vers la droite, face à un autre homme                                                                                        | P.                           | 2265            | Plume et encre brune, tracé préparatoire à la pierre noire (?) | Papier beige décrit au XIXe siècle par Giuseppe Vallardi comme greggia et par Frédéric Reiset comme gris | 0,145  | 0,174  | « 50350003029 », notice no 50350003029                                        |
|                            | Deux arbres. Esquisse d'un écoinçon (?) (r°) Deux avers de médailles antiques et contour d'une troisième (v°)                                                | P.                           | 2266            | Plume et encre brune, tracé préparatoire à la pierre noire (?), lavis de sanguine et lavis brun (r°) Pierre noire, trait d'encadrement à la plume et encre brune et au compas (v°) | Papier filigrané lavé de rouge (sanguine ?)                                                              | 0,251  | 0,183  | « 50350003030 », notice no 50350003030 « 50350003031 », notice no 50350003031 |
|                            | Un arbre | P.                           | 2267            | Pierre noire, traces de plume et encre brune | Papier filigrané                                                                                         | 0,293  | 0,193  | « 50350003032 », notice no 50350003032                                        |
|                            | Esquisses de feuillages | P.                           | 2268            | Pointe de plomb | Papier filigrané                                                                                         | 0,274  | 0,20   | « 50350003033 », notice no 50350003033                                        |
|                            | Onze études de roses en bouton ou en fleur | P.                           | 2269            | Pointe de métal | Parchemin                                                                                                | 0,085  | 0,119  | « 50350003034 », notice no 50350003034                                        |
|                            | Dix-huit études de roses en fleur ou en bouton | P.                           | 2270            | Pointe de métal | Parchemin                                                                                                | 0,225  | 0,171  | « 50350003035 », notice no 50350003035                                        |
|                            | Bases, architraves et corniches d'ordre corinthien (r°) Entrelacs et deux lettres R calligraphiées (v°)                                                      | A. I.                        | 2271            | Plume et encre brune, tracé préparatoire à la mine de plomb (r°) Pierre noire (pour l'entrelacs), plume et encre brune (pour les lettres) (v°) | Papier filigrané                                                                                         | 0,269  | 0,166  | « 50350003036 », notice no 50350003036 « 50350500790 », notice no 50350500790 |
|                            | Étude de deux lettres ornées : C et B (r°) Lettre M (v°) | P.                           | 2272            | Plume et encre brune, trace de stylet (r°) Traits au pinceau et à l'encre noire (v°) | Papier filigrané                                                                                         | 0,105  | 0,163  | « 50350003037 », notice no 50350003037 « 50350500830 », notice no 50350500830 |
|                            | Deux études d'un collier avec un pendentif marqué WAST | P. ou A.P.                   | 2273            | Pointe de métal, repassée à la plume et encre brune, lavis beige | Parchemin                                                                                                | 0,076  | 0,088  | « 50350003038 », notice no 50350003038                                        |
|                            | Étude d'ornement avec les lettres A et O entrelacées (r°) Lettres entrelacées : Q, A, M et U (?) (v°)                                                        | P.                           | 2274            | Plume et encre brune, tracé préparatoire à la pointe de métal (argent ?) (r°) Pointe de métal (argent ?) (v°) | Parchemin                                                                                                | 0,085  | 0,068  | « 50350003039 », notice no 50350003039 « 50350500791 », notice no 50350500791 |
|                            | Femme à un balcon, motif architectural et deux études de costumes masculins (r°) Une jambe gauche en bas de chausse (v°)                                     | P.                           | 2275            | Plume et encre brune, tache d'or (r°) Plume et encre brune, tracé préparatoire à la pierre noire, traces de dépôts de sanguine (v°) | Papier bleu passé                                                                                        | 0,248  | 0,176  | « 50350003040 », notice no 50350003040 « 50350003041 », notice no 50350003041 |
|                            | Loggia en encorbellement. Plan d'une voûte. Portrait de Niccolo III d'Este (r°) Esquisse d'une loggia, reprise des arcs, gâbles et baies trilobées (v°)      | P.                           | 2276            | Plume et encre brune. Pierre noire (pour certaines esquisses de baies et pinacles d'une loggia gothique), partiellement reprise à la plume et encre brune (pour certaines esquisses de gâbles) | Papier beige décrit par Giuseppe Vallardi comme greggia                                                  | 0,211  | 0,145  | « 50350003042 », notice no 50350003042 « 50350003043 », notice no 50350003043 |
|                            | Études de jambe, d'anneau, de couronne, d'homme costumé, de fleurs, de chien                                                                                 | P.                           | 2277            | Plume et encre brune, traces de dépôts de sanguine (?) | Papier beige, autrefois bleu (?), décrit par Giuseppe Vallardi comme greggia                             | 0,276  | 0,194  | « 50350003044 », notice no 50350003044                                        |
|                            | Madone d'humilité. Armes des Gonzague. Deux hommes. Ornements                                                                                                | P.                           | 2278            | Plume et encre brune, pierre noire, tracé préparatoire à la pierre noire | Papier filigrané beige, autrefois bleu (?), décrit par Giuseppe Vallardi comme greggia                   | 0,277  | 0,195  | « 50350003045 », notice no 50350003045                                        |
|                            | Rinceaux de feuilles d'acanthe habité par un putto et des animaux                                                                                            | P. (?)                       | 2279            | Plume et encre brune, pierre noire, traces de stylet | N. P. | 0,296  | 0,212  | « 50350003046 », notice no 50350003046                                        |
|                            | Églises gothiques, villes et citadelles dans un paysage montagneux                                                                                           | P.                           | 2280            | Plume et encre brune | Papier filigrané, lavé de sanguine au recto et au verso                                                  | 0,195  | 0,267  | « 50350003047 », notice no 50350003047                                        |
|                            | Deux études d'un pied droit chaussé et trois études d'un pied gauche chaussé(r°) Tête d'homme barbu, de trois quarts, vers la gauche (v°)                    | P.                           | 2281            | Pierre noire, traces de stylet, lavis de sanguine ayant migré du verso vers le recto (r°) Plume et encre brune (v°) | Papier filigrané lavé de sanguine                                                                        | 0,274  | 0,195  | « 50350003048 », notice no 50350003048 « 50350003049 », notice no 50350003049 |
|                            | Études d'architecture (r°) Deux études d'un édifice à plan central                                                                                           | Léonard de Vinci             | 2282            | Plume et encre brune (r° et v°) | N. P. | 0,145  | 0,219  | « 50350003050 », notice no 50350003050 « 50350003051 », notice no 50350003051 |
|                            | Moulin d'eau morte actionnant une pompe à eau | A. P.                        | 2283            | Plume et encre brune, aquarelle verte, tracé préparatoire à la pointe de métal | Parchemin                                                                                                | 0,084  | 0,10   | « 50350003052 », notice no 50350003052                                        |
|                            | Moulin d'eau morte actionnant une meule | A. P.                        | 2284            | Plume et encre brune, tracé préparatoire à la pointe de métal | Parchemin                                                                                                | 0,084  | 0,099  | « 50350003053 », notice no 50350003053                                        |
|                            | Un tour et cinq études de ses poupées, roues et poulies d'entraînement                                                                                       | A. P.                        | 2285            | Plume et encre brune, tracé préparatoire à la pointe de métal et au stylet | N. P. | 0,16   | 0,231  | « 50350003054 », notice no 50350003054                                        |
|                            | Moulin d'eau morte actionnant une meule et une pompe à eau (r°) Un moulin actionnant deux marteaux. Un prêtre grec. Un évêque, en buste (v°)                 | A. P.                        | 2286            | Pointe de métal avec, pour les études de moulins, plume et encre brune, aquarelle verte, lavis brun | Parchemin                                                                                                | 0,159  | 0,235  | « 50350003055 », notice no 50350003055 « 50350003056 », notice no 50350003056 |
|                            | Poupe d'un navire, vue de profil (r°) Proue d'un navire, vue de profil (v°)                                                                                  | P.                           | 2287            | Plume et encre brune, lavis brun, tracé préparatoire à la pierre noire (ou au fusain ?) (r° et v°) | Papier filigrané                                                                                         | 0,203  | 0,288  | « 50350003057 », notice no 50350003057 « 50350003058 », notice no 50350003058 |
|                            | Coque d'un navire et détail agrandi de sa poupe, vus de trois quarts arrière (r°) Proue d'un navire, vu de trois quarts arrière (v°)                         | P.                           | 2288            | Plume et encre brune, lavis brun, tracé préparatoire à la pierre noire (ou au fusain ?) (r° et v°) | Papier filigrané                                                                                         | 0,194  | 0,284  | « 50350003059 », notice no 50350003059 « 50350003060 », notice no 50350003060 |
|                            | Coque d'un navire porté par un dragon, vus de profil, et esquisse du dragon                                                                                  | P.                           | 2289            | Tracé préparatoire à la pierre noire, le motif principal repassé à la plume et encre brune et au lavis | N. P. | 0,194  | 0,283  | « 50350003061 », notice no 50350003061                                        |
|                            | Esquisses d'architecture. Tête de lion. Motifs ornementaux gothiques (r°) Jambes d'un personnage en bas de chausse (v°)                                      | P.                           | 2290            | Plume et encre brune, tracé préparatoire à sec et à la pointe de plomb (r°) Plume et encre brune, lavis vert, bleu et rose (aquarelle ?), tracé préparatoire à la pierre noire ou au fusain (v°) | N. P. | 0,294  | 0,204  | « 50350003062 », notice no 50350003062 « 50350003063 », notice no 50350003063 |
|                            | Deux coques de navires portées l'une par un poisson, l'autre par un dragon                                                                                   | P.                           | 2291            | Plume et encre brune, lavis brun, tracé préparatoire à la pierre noire (ou au fusain ?) | Papier filigrané                                                                                         | 0,242  | 0,408  | « 50350003064 », notice no 50350003064                                        |
|                            | Coque d'un navire portée par un dragon, vus de profil (r°) Coque d'un navire porté par un dragon et esquisse de la carène d'un bateau (v°)                   | P.                           | 2292            | Plume et encre brune, lavis brun, tracé préparatoire à la pierre noire (ou au fusain ?) (r° et v°) | N. P. | 0,195  | 0,287  | « 50350003065 », notice no 50350003065 « 50350003066 », notice no 50350003066 |
|                            | Trois pièces de canon aux armes et aux emblèmes d'Alphonse V d'Aragon                                                                                        | P.                           | 2293            | Plume et encre brune, lavis brun, tracé préparatoire à la pierre noire (ou au fusain ?) | Papier filigrané                                                                                         | 0,29   | 0,203  | « 50350003067 », notice no 50350003067                                        |
|                            | Trois pièces de canon, celle du centre avec les armes d'Alphonse V d'Aragon                                                                                  | P.                           | 2294            | Plume et encre brune, lavis brun, tracé préparatoire à la pierre noire (ou au fusain ?) et à la règle | N. P. | 0,293  | 0,207  | « 50350003068 », notice no 50350003068                                        |
|                            | Trois casques surmontés de cimiers et deux pièces de canons démontées (r°) Une pièce de canon démontée et deux dromadaires debout, de profil (v°)            | P.                           | 2295            | Plume et encre brune, tracé préparatoire à la pierre noire (ou au fusain ?) non repassé sur les esquisse de dromadaires | Papier filigrané                                                                                         | 0,287  | 0,206  | « 50350003069 », notice no 50350003069 « 50350003070 », notice no 50350003070 |
|                            | Trois couples grotesques | A. L.                        | 2296            | Plume et encre brune, touches de lavis | N. P. | 0,192  | 0,127  | « 50350003071 », notice no 50350003071                                        |
|                            | Cinq hommes grotesques | A. L.                        | 2297            | Plume et encre brune, touches de lavis | N. P. | 0,19   | 0,126  | « 50350003072 », notice no 50350003072                                        |
|                            | Tête de femme, penchée en avant, les yeux baissés (r°) Étude de visage (v°)                                                                                  | É. L.                        | 2298            | Pierre noire, rehauts de blanc (r°) Pierre noire (v°) | Papier gris                                                                                              | 0,29   | 0,197  | « 50350003073 », notice no 50350003073 « 50350003074 », notice no 50350003074 |
|                            | Enfant, vu en buste, de face, accoudé, la tête baissée | P.                           | 2299            | Plume et encre brune, tracé préparatoire à la pierre noire (ou au fusain ?) | Papier filigrané                                                                                         | 0,165  | 0,206  | « 50350003075 », notice no 50350003075                                        |
|                            | Quatre têtes d'homme, dont deux à trois visages. Un retable. Un cheval                                                                                       | P.                           | 2300            | Plume et encre brune, traces de sanguine au recto et au verso | N. P. | 0,273  | 0,205  | « 50350003076 », notice no 50350003076                                        |
|                            | Figure en buste, de profil vers la droite, casquée à l'antique : Minerve (?)                                                                                 | P.                           | 2301            | Pointe de métal (argent ?) | Parchemin                                                                                                | 0,115  | 0,09   | « 50350003077 », notice no 50350003077                                        |
| Dessin illisible           | Figure en buste (?) : Minerve (?) | P.                           | 2302            | Pointe de métal et pointe d’argent | Parchemin                                                                                                | 0,115  | 0,09   | « 50350003078 », notice no 50350003078                                        |
|                            | Peigne de femme avec des bandelettes et deux mèches de cheveux                                                                                               | P.                           | 2303            | Plume et encre brune, aquarelle verte | Parchemin                                                                                                | 0,085  | 0,115  | « 50350003079 », notice no 50350003079                                        |
|                            | Tête d'homme, de trois quarts (r°) Étude d'oreille (v°) | É. L.                        | 2304            | Plume et encre noire (r°) Sanguine (v°) | N. P. | 0,182  | 0,14   | « 50350003080 », notice no 50350003080 « 50350500115 », notice no 50350500115 |
|                            | Projet du droit d'une médaille à l'effigie du Christ, en buste, de profil                                                                                    | P.                           | 2305            | Plume et encre brune, tracé préparatoire au stylet et à la pierre noire | Papier beige                                                                                             | 0,125  | 0,129  | « 50350003081 », notice no 50350003081                                        |
|                            | Deux études pour le droit d'une médaille d'Alphonse V d'Aragon (r°) Tenture avec arbre emblématique, devise, fleurs d'ancolie et pois de senteur (v°)        | P.                           | 2306            | Plume et encre brune, lavis de brun (au verso), tracé préparatoire à la pierre noire | N. P. | 0,21   | 0,15   | « 50350003082 », notice no 50350003082 « 50350003083 », notice no 50350003083 |
|                            | Alphonse V d'Aragon en armure, vu en buste, de profil vers le gauche                                                                                         | P.                           | 2307            | Plume et encre brune, tracé préparatoire à la pierre noire | N. P. | 0,17   | 0,145  | « 50350003084 », notice no 50350003084                                        |
|                            | Tête d'homme oriental (?), de profil vers la gauche, coiffé d'un haut bonnet                                                                                 | P.                           | 2308            | Pointe de métal (argent ?) | Parchemin                                                                                                | 0,105  | 0,085  | « 50350003085 », notice no 50350003085                                        |
|                            | Tommaso Parentuceli, Borso d'Este et deux moines, en buste, de profil                                                                                        | P.                           | 2309            | Pointe de métal | Parchemin                                                                                                | 0,125  | 0,140  | « 50350003086 », notice no 50350003086                                        |
|                            | Homme chauve, vu en buste, de profil vers la gauche | P.                           | 2310            | Pointe de métal (alliage de plomb et d'étain | Parchemin                                                                                                | 0,105  | 0,125  | « 50350003087 », notice no 50350003087                                        |
|                            | Alphonse d'Aragon, vu en buste, de trois quarts vers la droite (r°) Adam et Ève (v°)                                                                         | P.                           | 2311            | Pointe de métal, partiellement reprise à la plume et encre brune (r°) Pointe de métal (v°) | Parchemin                                                                                                | 0,13   | 0,089  | « 50350003088 », notice no 50350003088 « 50350504906 », notice no 50350504906 |
|                            | Moine, vu en buste, de profil vers la gauche | P.                           | 2312            | Pierre noire | N. P. | 0,13   | 0,09   | « 50350003089 », notice no 50350003089                                        |
|                            | Six visages d'hommes, vu de profil | P.                           | 2313            | Pointe de métal (plomb ?) | Parchemin                                                                                                | 0,13   | 0,09   | « 50350003090 », notice no 50350003090                                        |
|                            | Tête de Borso d'Este, de profil vers la gauche | P.                           | 2314            | Pointe de métal | Parchemin                                                                                                | 0,13   | 0,09   | « 50350003091 », notice no 50350003091                                        |
|                            | Quatre médaillons avec des têtes d'hommes de profil affrontés deux à deux (r°) Buste d'homme barbu, la tête coiffée d'un turban et renversée en arrière (v°) | P.                           | 2315            | Plume, compas et encre brune, lavis brun, tracé préparatoire à la pierre noire et à la règle (r°) Plume et encre brune, tracé préparatoire à la pierre noire (v°) | Papier filigrané lavé de sanguine                                                                        | 0,215  | 0,195  | « 50350003092 », notice no 50350003092 « 50350003093 », notice no 50350003093 |
|                            | Vierge assise, avec l'Enfant et Saint Jean-Baptiste. Tête de putto (r°) Trois études : étude d'entrelacs, deux motifs végétaux en frise (v°)                 | Léonard de Vinci             | 2316            | Plume et encre brune, traits à la pointe de métal (r°) Plume et encre brune (v°) | Papier préparé beige                                                                                     | 0,099  | 0,084  | « 50350003094 », notice no 50350003094 « 50350500111 », notice no 50350500111 |
|                            | Droits et revers de quatre médailles d'Alphonse V d'Aragon                                                                                                   | P.                           | 2317            | Plume et encre brune, lavis ocre, tracé préparatoire à la pointe de métal | Parchemin                                                                                                | 0,10   | 0,152  | « 50350003095 », notice no 50350003095                                        |
|                            | Quatre médaillons à l'effigie et aux armes d'Alphonse V d'Aragon (r°) Six médaillons à l'effigie, aux armes et aux devises d'Alphonse V d'Aragon (v°)        | P.                           | 2318            | Plume et encre brune (r° et v°) | Parchemin                                                                                                | 0,078  | 0,189  | « 50350003096 », notice no 50350003096 « 50350003097 », notice no 50350003097 |
|                            | Esquisse pour une médaille en l'honneur du Pape Nicolas V | P.                           | 2319            | Pointe de plomb, tracé préparatoire au stylet et au compas | Papier filigrané                                                                                         | 0,21   | 0,11   | « 50350003098 », notice no 50350003098                                        |
|                            | Étude d'un buste de jeune garçon à tête rasée | Gérard David                 | 2320            | Mine d'argent | Papier préparé en blanc                                                                                  | 0,11   | 0,085  | « 50350003099 », notice no 50350003099                                        |
|                            | Jeune homme, vu en buste, de profil vers la droite | P.                           | 2321            | Pointe de métal, aquarelle rose et ocre, plume et encre brune | Parchemin                                                                                                | 0,097  | 0,076  | « 50350003100 », notice no 50350003100                                        |
|                            | Tête de Borso d'Este, de profil vers la gauche | P.                           | 2322            | Pointe de métal repassé à la plume et encre brune | Parchemin                                                                                                | 0,095  | 0,075  | « 50350003101 », notice no 50350003101                                        |
|                            | Homme, vu en buste, tourné vers la droite | P.                           | 2323            | N. P. | Parchemin                                                                                                | 0,095  | 0,075  | « 50350003102 », notice no 50350003102                                        |
|                            | Tête de jeune noir, de trois quarts vers la gauche | P.                           | 2324            | Pointe de métal (alliage d'argent, mercure et cuivre) | Parchemin                                                                                                | 0,078  | 0,054  | « 50350003103 », notice no 50350003103                                        |
|                            | Quatre têtes d'hommes. Un oiseau. Un archer mongol. Un moine                                                                                                 | P.                           | 2325            | Pointe de métal (alliage de plomb et d'étain), reprises avec une autre pointe de métal (alliage de mercure et de cuivre) sur l'archer mongol | Parchemin                                                                                                | 0,175  | 0,23   | « 50350003104 », notice no 50350003104                                        |
|                            | Tête d'un pèlerin et d'un homme. Deux femmes et un enfant. Tête d'enfant                                                                                     | P.                           | 2326            | Pointe de métal (alliage de plomb et d'étain) | Parchemin                                                                                                | 0,181  | 0,236  | « 50350003105 », notice no 50350003105                                        |
| Dessin non photographiable | Tête d'homme coiffé d'un bonnet, de profil vers la gauche (r°) Putto, assis, vu de face (v°)                                                                 | P.                           | 2327            | Pointe de métal, sur préparation verte (r° et v°) | Parchemin                                                                                                | 0,30   | 0,211  | « 50350003106 », notice no 50350003106 « 50350003107 », notice no 50350003107 |
|                            | Tête d'homme, de profil vers la gauche | P.                           | 2328            | Plume et encre brune | Parchemin                                                                                                | 0,24   | 0,165  | « 50350003108 », notice no 50350003108                                        |
|                            | Tête de moine, de profil vers la gauche | P.                           | 2329            | Plume et encre brune, rehauts d'aquarelle rose, lavis brun clair, tracé préparatoire à la pointe de plomb | Parchemin                                                                                                | 0,275  | 0,196  | « 50350003109 », notice no 50350003109                                        |
|                            | Tête de jeune homme, de trois quarts vers la gauche | P.                           | 2330            | Pierre noire | N. P. | 0,208  | 0,185  | « 50350003110 », notice no 50350003110                                        |
|                            | Saint Bernardin de Sienne à mi-corps, de profil vers la gauche (r°) Esquisse d'une tête d'homme et nez, bouche et menton d'un visage de profil (v°)          | P.                           | 2331            | Pierre noire, partiellement repassée à la plume et encre brune, lavis brun (r°) Pointe de métal (pour la tête d'homme), pierre noire (pour le visage de profil) (v°) | Papier filigrané                                                                                         | 0,23   | 0,163  | « 50350003111 », notice no 50350003111 « 50350504940 », notice no 50350504940 |
|                            | Homme barbu, vêtu d'une pèlerine à capuchon, assis et lisant (r°) Homme, vu de dos, vêtu d'une pèlerine à capuchon, assis sur un banc (v°)                   | P.                           | 2332            | Plume et encre brune, tracé préparatoire à la pointe de métal (r° et v°) | N. P. | 0,275  | 0,195  | « 50350003112 », notice no 50350003112 « 50350003113 », notice no 50350003113 |
|                            | Tête d'un jeune clerc, de trois quarts à gauche, regardant vers le haut (r°) Idem (v°)                                                                       | P.                           | 2333            | Pierre noire (r° et v°) | Papier filigrané                                                                                         | 0,256  | 0,174  | « 50350003114 », notice no 50350003114 « 50350003115 », notice no 50350003115 |
|                            | Tête d'homme coiffée d'un bonnet, de profil | P.                           | 2334            | Pierre noire, taches de sanguine | Papier filigrané                                                                                         | 0,253  | 0,195  | « 50350003116 », notice no 50350003116                                        |
| Dessin non importé         | Homme barbu, vu en buste, de trois quarts vers la gauche (r°) Traits curvilignes (v°)                                                                        | P.                           | 2335            | Pierre noire (r° et v°) | N. P. | 0,285  | 0,192  | « 50350003117 », notice no 50350003117 « 50350504931 », notice no 50350504931 |
|                            | Vieil homme, vu en buste, accoudé, tête de trois quarts (Guarino de Vérone ?)                                                                                | P.                           | 2336            | Pierre noire | N. P. | 0,29   | 0,205  | « 50350003118 », notice no 50350003118                                        |
|                            | Tête d'homme âgé, barbu, de trois quarts vers la gauche | P.                           | 2337            | Pierre noire | N. P. | 0,26   | 0,193  | « 50350003119 », notice no 50350003119                                        |
|                            | Tête de vieil homme vu de face (Guarino de Vérone ?) (r°) Homme debout, en costume de cour, tenant une masse d'arme (v°)                                     | P.                           | 2338            | Pierre noire (r° et v°) | N. P. | 0,262  | 0,185  | « 50350003120 », notice no 50350003120 « 50350003121 », notice no 50350003121 |
|                            | L'empereur Sigismond de Luxembourg, vu en buste, de profil à gauche                                                                                          | P.                           | 2339            | Pierre noire, repris partiellement à la plume et encre brune | Papier filigrané                                                                                         | 0,332  | 0,211  | « 50350003122 », notice no 50350003122                                        |
|                            | Tête de jeune fille, de trois quarts, de dos, cheveux retenus par un bandeau                                                                                 | É. L.                        | 2340            | Pierre noire, rehauts de blanc | Papier bistre                                                                                            | 0,357  | 0,245  | « 50350003123 », notice no 50350003123                                        |
|                            | Ouvrier travaillant à une machine hydraulique (r°) Figure géométrique : disque d'un astrolabe ? (v°)                                                         | Francesco di Giorgio Martini | 2341            | Plume et encre brune, lavis d'indigo et jaune, rehauts de blanc (r°) Plume et encre brune, stylet, règle et compas (v°) | Papier bleu                                                                                              | 0,425  | 0,28   | « 50350003124 », notice no 50350003124 « 50350003125 », notice no 50350003125 |
|                            | Tête de jeune femme, de profil vers la droite (r°) Tête de jeune femme, de profil vers la gauche (v°)                                                        | A. P. (r°) P. (v°)           | 2342            | Plume et encre brune, tracé préparatoire à la pierre noire, tache de lavis rouge (r°) Plume et encre brune, tracé préparatoire à la pierre noire (v°) | Papier filigrané                                                                                         | 0,143  | 0,116  | « 50350003126 », notice no 50350003126 « 50350003127 », notice no 50350003127 |
|                            | Tête de jeune femme de profil vers la droite (r°) Tête de chien, muselé et portant un collier (v°)                                                           | P.                           | 2343            | Plume et encre brune, tracé préparatoire à la pierre noire, frotté et lavé de sanguine (r°) Plume et encre brune, tracé préparatoire à la pierre noire, lavis de sanguine, taches d'or (v°) | N. P. | 0,245  | 0,184  | « 50350003128 », notice no 50350003128 « 50350003129 », notice no 50350003129 |
|                            | Jeune femme, en buste, tournée vers la droite | P.                           | 2344            | N. P. | Parchemin                                                                                                | 0,30   | 0,213  | « 50350003130 », notice no 50350003130                                        |
|                            | Tête de vieillard chauve, de trois quarts vers la gauche | P.                           | 2345            | Mine d'argent, pierre noire, avec rehauts de blanc | Papier préparé en gris-brun                                                                              | 0,203  | 0,167  | « 50350003131 », notice no 50350003131                                        |
|                            | La Vierge et l'Enfant Jésus sur les genoux de sainte Anne (r°) Étude de main (v°)                                                                            | É. L.                        | 2346            | Plume et encre brune, rehauts de blanc sur traces de pierre noire (r°) Pinceau et lavis sur pierre noire, avec rehauts de blanc (v°) | Papier doublé                                                                                            | 0,191  | 0,136  | « 50350003132 », notice no 50350003132 « 50350003133 », notice no 50350003133 |
| Dessin non importé         | Tête d'enfant de trois quarts à droite (r°) Tracé et annotations (v°)                                                                                        | É. L.                        | 2347            | Pointe de métal, rehauts de blanc pour la feuille d'œuvre, irrégulièrement découpée, collée en plein sur une feuille. Dessin largement repris à la plume, au pinceau et au lavis brun, piqué pour le transfert (r°) Plume et encre brune (v°) | Papier préparé gris-brun                                                                                 | 0,169  | 0,14   | « 50350003134 », notice no 50350003134 « 50350500112 », notice no 50350500112 |
|                            | Figure d'homme drapé, assis, la tête tournée vers la gauche                                                                                                  | École de Filippino Lippi     | 2348            | Pierre noire, pointe de métal, avec rehauts de blanc | Papier préparé en gris                                                                                   | 0,275  | 0,185  | « 50350003135 », notice no 50350003135                                        |
|                            | La Vierge aux rochers | É. F.                        | 2349            | Plume, encre brune, piqué pour le report | Papier huilé                                                                                             | 0,234  | 0,143  | « 50350003136 », notice no 50350003136                                        |
|                            | Profil d'enfant tourné vers la gauche | Giovanni Antonio Boltraffio  | 2350            | Pointe de métal, rehauts de blanc de plomb oxydés appliquées postérieurement | Papier préparé bleu                                                                                      | 0,136  | 0,088  | « 50350003137 », notice no 50350003137                                        |
|                            | Profil d'enfant tourné vers la gauche | Giovanni Antonio Boltraffio  | 2351            | Pointe de métal, rehauts de blanc de plomb oxydés appliquées postérieurement | Papier préparé gris-bleu                                                                                 | 0,135  | 0,093  | « 50350003138 », notice no 50350003138                                        |
|                            | Trois études des naseaux et de la bouche d'un cheval et esquisse du poitrail                                                                                 | P.                           | 2352            | Plume et encre brune, tracé préparatoire à la pierre noire | Papier filigrané                                                                                         | 0,173  | 0,24   | « 50350003139 », notice no 50350003139                                        |
|                            | Quatre études de la partie antérieure de la tête d'un cheval                                                                                                 | P.                           | 2353            | Plume et encre brune, tracé préparatoire à la pierre noire (ou au fusain ?) | Papier filigrané                                                                                         | 0,25   | 0,185  | « 50350003140 », notice no 50350003140                                        |
|                            | Deux têtes d'un cheval harnaché et esquisse des naseaux | P.                           | 2354            | Plume et encre brune, tracé préparatoire à la pierre noire (ou au fusain ?) | N. P. | 0,29   | 0,184  | « 50350003141 », notice no 50350003141                                        |
|                            | Tête d'un cheval de profil vers la gauche, le mors dans la bouche                                                                                            | P.                           | 2355            | Plume et encre brune, tracé préparatoire à la pointe de métal (ou à la mine de plomb ?) | N. P. | 0,233  | 0,16   | « 50350003142 », notice no 50350003142                                        |
|                            | Tête et encolure d'un cheval harnaché et partie de sa jambe droite                                                                                           | P.                           | 2356            | Plume et encre brune, lavis brun et aquarelle, tracé préparatoire au stylet | N. P. | 0,26   | 0,199  | « 50350003143 », notice no 50350003143                                        |
|                            | Tête et encolure d'un cheval harnaché, de profil vers la droite                                                                                              | P.                           | 2357            | Plume et encre brune, tracé préparatoire à la pierre noire (ou au fusain ?) | Papier filigrané                                                                                         | 0,233  | 0,184  | « 50350003144 », notice no 50350003144                                        |
|                            | Tête et encolure d'un cheval harnaché, le mors pendant | P.                           | 2358            | Plume et encre brune, tracé préparatoire à la pierre noire (ou au fusain ?) | Papier filigrané                                                                                         | 0,224  | 0,179  | « 50350003145 », notice no 50350003145                                        |
|                            | Tête et encolure d'un cheval harnaché, la bride pendante | P.                           | 2359            | Plume et encre brune, tracé préparatoire à la pierre noire (ou au fusain ?) | Papier filigrané                                                                                         | 0,266  | 0,174  | « 50350003146 », notice no 50350003146                                        |
|                            | Cheval harnaché, de trois quarts vers la gauche, la tête de face avec la bride pendante                                                                      | P.                           | 2360            | Plume et encre brune, tracé préparatoire à la pierre noire (ou au fusain ?) | N. P. | 0,268  | 0,168  | « 50350003147 », notice no 50350003147                                        |
|                            | Tête et encolure d'un cheval harnaché, de profil vers à gauche                                                                                               | P.                           | 2361            | Plume et encre brune, tracé préparatoire à la pierre noire (ou au fusain ?) | N. P. | 0,231  | 0,185  | « 50350003148 », notice no 50350003148                                        |
|                            | Tête et encolure d'un cheval harnaché, de profil vers à gauche                                                                                               | P.                           | 2362            | Plume et encre brune, tracé préparatoire à la pierre noire (ou au fusain ?) | N. P. | 0,205  | 0,182  | « 50350003149 », notice no 50350003149                                        |
|                            | Tête et encolure d'un cheval attaché par un licol, de trois quarts                                                                                           | P.                           | 2363            | Plume et encre brune, tracé préparatoire à la pierre noire (ou au fusain ?) | Papier filigrané                                                                                         | 0,275  | 0,185  | « 50350003150 », notice no 50350003150                                        |
|                            | Corps d'un cheval, de profil vers la droite (r°) Motif de brocart (v°)                                                                                       | P.                           | 2364            | Plume et encre brune(r°) Pierre noire (v°) | N. P. | 0,21   | 0,28   | « 50350003151 », notice no 50350003151 « 50350501448 », notice no 50350501448 |
|                            | Sabot et croupe d’un cheval de profil vers la droite (r°) Trois pigeons (v°)                                                                                 | P.                           | 2365            | Plume et encre brune, tracé préparatoire à la pointe de métal (?) (r°) Pierre noire (v°) | Papier filigrané, lavé de sanguine                                                                       | 0,239  | 0,175  | « 50350003152 », notice no 50350003152 « 50350501449 », notice no 50350501449 |
|                            | Arrière-main d’un cheval de profil vers la droite | P.                           | 2366            | Plume et encre brune, lavis beige et aquarelle, tracé préparatoire à la pierre noire | Papier filigrané                                                                                         | 0,257  | 0,203  | « 50350003153 », notice no 50350003153                                        |
|                            | Corps d'un cheval. Études des jambes (r°) Esquisse de l’arrière-train d’un cheval (v°)                                                                       | P.                           | 2367            | Pointe d’argent (r°) Plume et encre brune (v°) | Papier préparé gris                                                                                      | 0,253  | 0,185  | « 50350003154 », notice no 50350003154 « 50350003155 », notice no 50350003155 |
|                            | Cavalier monté sur un cheval, de profil vers la droite (r°) Études d’un Christ en croix, de ses deux mains. Esquisse d’un gibet (v°)                         | P.                           | 2368            | Plume et encre brune (r°) Plume et encre brune sur tracé préparatoire à la pierre noire (v°) | Papier légèrement et irrégulièrement lavé de sanguine                                                    | 0,195  | 0,260  | « 50350003156 », notice no 50350003156 « 50350003157 », notice no 50350003157 |
|                            | Cheval tourné vers la gauche, couché sur le flanc droit | P.                           | 2369            | Plume et encre brune, tracé préparatoire à la pointe de plomb et au stylet (?) | N. P. | 0,152  | 0,203  | « 50350003158 », notice no 50350003158                                        |
|                            | Cheval tourné vers la gauche, couché sur le flanc droit (r°) Croupe d’un cheval couché, tourné vers la gauche (v°)                                           | P.                           | 2370            | Plume et encre brune, tracé préparatoire à la pointe de plomb et au stylet (r°) Pointe de plomb (v°) | Papier filigrané                                                                                         | 0,158  | 0,249  | « 50350003159 », notice no 50350003159 « 50350505685 », notice no 50350505685 |
|                            | Cheval tombé sur le flanc gauche | P.                           | 2371            | Pointe de métal (argent ?), rehauts de blanc oxydés | Papier préparé gris-bleuté                                                                               | 0,07   | 0,105  | « 50350003160 », notice no 50350003160                                        |
|                            | Trois chevaux et un palefrenier | P.                           | 2372            | Plume et encre brune, tracé préparatoire à la pointe de métal | N. P. | 0,132  | 0,105  | « 50350003161 », notice no 50350003161                                        |
|                            | Cavalier sur un cheval caparaçonné, de profil vers la gauche                                                                                                 | P.                           | 2373            | Pointe de métal en partie effacée, cheval et sol partiellement repassés à la plume et encre brune | Parchemin                                                                                                | 0,14   | 0,125  | « 50350003162 », notice no 50350003162                                        |
|                            | Deux chevaux, dont l’un éventré et deux autres tombés à terre. Équarrisseur                                                                                  | P.                           | 2374            | Tracé préparatoire à la pointe de plomb, repassé à la plume et encre brune pour les études de chevaux | N.P. Papier préparé gris au verso                                                                        | 0,274  | 0,204  | « 50350003163 », notice no 50350003163                                        |
|                            | Cheval de trois quarts vers la droite, la tête de face | P.                           | 2375            | Tracé préparatoire à la pierre noire (ou au fusain ?) | Papier filigrané                                                                                         | 0,255  | 0,169  | « 50350003164 », notice no 50350003164                                        |
|                            | Tête de femme presque de profil (r°) et (v°) | Léonard de Vinci             | 2376            | Pointe de métal, rehauts de blanc (r°) Plume, encre brune et sanguine (v°) | Papier préparé bleu pâle (r°) N. P.                                                                      | 0,179  | 0,168  | « 50350003165 », notice no 50350003165 « 50350003166 », notice no 50350003166 |
|                            | Tête d'homme coiffée d'un bonnet, de profil vers la gauche                                                                                                   | A. F.                        | 2377            | Pointe de métal (argent ?), rehauts de blanc | Papier préparé bleu                                                                                      | 0,078  | 0,074  | « 50350003167 », notice no 50350003167                                        |
|                            | Cheval harnaché, vu par l'arrière, de trois quarts vers la droite                                                                                            | P.                           | 2378            | Plume et encre brune, tracé préparatoire à la pierre noire (ou au fusain ?) | N. P. | 0,20   | 0,165  | « 50350003168 », notice no 50350003168                                        |
|                            | Cheval vu de trois quarts vers la gauche, reprises de la tête et de la jambe                                                                                 | P.                           | 2379            | Plume et encre brune, tracé préparatoire à la pointe de métal (plomb ?) | N. P. | 0,283  | 0,194  | « 50350003169 », notice no 50350003169                                        |
|                            | Mulet harnaché, de profil vers la gauche | P.                           | 2380            | Plume et encre brune, tracé préparatoire à la pierre noire (ou au fusain ?) | N. P. | 0,188  | 0,249  | « 50350003170 », notice no 50350003170                                        |
|                            | Trois études de la tête d'un chat. Huit études de plantes | P.                           | 2381            | Pointe de métal (alliage de plomb et d'étain) | Parchemin                                                                                                | 0,095  | 0,31   | « 50350003171 », notice no 50350003171                                        |
|                            | Un lézard empalé par la gueule | P.                           | 2382            | Pointe de métal (alliage de plomb et d'étain) | Parchemin                                                                                                | 0,12   | 0,152  | « 50350003172 », notice no 50350003172                                        |
|                            | Lézard marchand vers la gauche | P.                           | 2383            | Pointe de métal (alliage de plomb et d'étain) | Parchemin                                                                                                | 0,139  | 0,225  | « 50350003173 », notice no 50350003173                                        |
|                            | Deux études de lion(r°) Étude de lion (v°) | P.                           | 2384            | Pierre noire (r°) N. P. (v°) | Papier filigrané                                                                                         | 0,152  | 0,171  | « 50350506487 », notice no 50350506487 « 50350003175 », notice no 50350003175 |
|                            | Étude de trois lions | P.                           | 2385            | Plume et encre brune, tracé préparatoire à la pierre noire | Papier filigrané                                                                                         | 0,19   | 0,25   | « 50350003176 », notice no 50350003176                                        |
|                            | Tombeau à plan central : élévation, plan, détail d'une chambre funéraire                                                                                     | Léonard de Vinci             | 2386            | Plume, encre brune et lavis brun, sur un premier tracé à la pierre noire, pour le tombeau ; pierre noire lavée pour la chambre funéraire ; lignes de compas à la pointe sèche et traces de stylet pour le plan, la chambre funéraire et l'axe d'élévation | N. P. | 0,198  | 0,267  | « 50350003177 », notice no 50350003177                                        |
|                            | Un loir dans quatre positions différentes | P.                           | 2387            | L'étude du haut : pierre noire, contours, œil et oreille partiellement repris à la plume et encre brune, touches de lavis rose ou d'aquarelle dans l'oreille et sur la pointe du nez. La seconde étude à partir du haut : aquarelle, plume et encre brune, rehauts de blanc (oxydés), tracé préparatoire à la pierre noire. Les deux études du bas : pierre noire                           | N. P. | 0,255  | 0,181  | « 50350003178 », notice no 50350003178                                        |
|                            | Quatre singes assis à terre dans des attitudes différentes(r°) Étude de batracien (v°)                                                                       | P.                           | 2388            | Plume et encre brune, tracé préparatoire à la pointe de plomb (r°) Pointe de plomb (v°) | Papier filigrané, irrégulièrement lavé de rouge (minium)                                                 | 0,155  | 0,175  | « 50350003179 », notice no 50350003179 « 50350003180 », notice no 50350003180 |
|                            | Sept singes assis, dans des attitudes différentes. Un paon de profil (r°) Deux mains tenant un livre. Deux singes enchaînés, et esquisses de singes (v°)     | P.                           | 2389            | Plume et encre brune (r°) Plume et encre brune, tracé préparatoire à la pointe de plomb (pour les mains et le livre ouvert). Plume et encre brune (pour la tête et le dos du singe, de profil vers la gauche, penché en avant). Pointe de plomb seule (pour les esquisses de deux têtes de singes à grands favoris, de profil et penchées en avant, à l'emplacement de la main gauche) (v°) | Papier filigrané, légèrement et irrégulièrement lavé de sanguine                                         | 0,26   | 0,181  | « 50350003181 », notice no 50350003181 « 50350003182 », notice no 50350003182 |
|                            | Étude d'un homme assis lisant un livre et de quatre singes (r°) Étude de cinq paons (v°)                                                                     | P.                           | 2390            | Plume et encre brune, tracé préparatoire à la pierre noire pour l'étude d'homme (r°) Plume et encre brune (v°) | Papier filigrané                                                                                         | 0,256  | 0,191  | « 50350003183 », notice no 50350003183 « 50350003184 », notice no 50350003184 |
|                            | Esturgeon de profil vers la droite. Six singes (r°) Cheval, harnaché, de trois quarts vers la droite. Perdrix de profil (v°)                                 | P.                           | 2391            | Plume et encre brune (r°) Plume et encre brune, tracé préparatoire à la pierre noire (ou au fusain ?) sous la perdrix (v°) | Papier lavé de sanguine                                                                                  | 0,246  | 0,179  | « 50350003185 », notice no 50350003185 « 50350003186 », notice no 50350003186 |
|                            | Quatre singes assis, dans des attitudes différentes (r°) Quatre têtes d'enfant et deux têtes de femmes (v°)                                                  | P.                           | 2392            | Plume et encre brune, tracé préparatoire à la pointe de métal (r°) Pointe de métal, sanguine (v°) | Parchemin                                                                                                | 0,168  | 0,119  | « 50350003187 », notice no 50350003187 « 50350003188 », notice no 50350003188 |
|                            | Deux singes, vus de dos, deux autres singes. Partie d'un crâne de jument (r°) Motif ornemental en forme de fleur (v°)                                        | P.                           | 2393            | Pointe d'argent (r°) Pointe de plomb partiellement repassée à la plume et encre brune (v°) | Papier filigrané, préparé gris au recto                                                                  | 0,188  | 0,145  | « 50350003189 », notice no 50350003189 « 50350504932 », notice no 50350504932 |
|                            | Trois singes dans différentes attitudes, esquisse et tête d'un autre singe (r°) Étude de lion (v°)                                                           | P.                           | 2394            | Pointe d'argent (r°) Pierre noire (v°) | Papier filigrané, préparé gris au recto                                                                  | 0,206  | 0,207  | « 50350003190 », notice no 50350003190 « 50350003191 », notice no 50350003191 |
|                            | Un renard se retournant vers un singe. Un chien. Une chèvre couchée                                                                                          | P.                           | 2395            | Pointe de métal (plomb ?), repassée à la plume et encre brune sauf pour le chien | Papier filigrané                                                                                         | 0,278  | 0,20   | « 50350003192 », notice no 50350003192                                        |
|                            | Une chèvre, une brebis et deux tortues (r°) Un bélier ou un mouflon (v°)                                                                                     | P.                           | 2396            | Pinceau et lavis brun (pour les tortues), plume et encre brune, tracé préparatoire à la pointe de métal (pour les autres motifs) (r°) Plume et encre brune, tracé préparatoire à la pointe de métal (v°) | Parchemin                                                                                                | 0,27   | 0,19   | « 50350003193 », notice no 50350003193 « 50350003194 », notice no 50350003194 |
|                            | Étude de bélier debout, et reprise, agrandie, de sa tête (r°) Jeune homme nu agenouillé, femme à demi drapée et un homme nu armé (v°)                        | P.                           | 2397            | Plume et encre brune, tracé préparatoire à la pointe de métal (r° et v°) | Parchemin                                                                                                | 0,195  | 0,275  | « 50350011003 », notice no 50350011003 « 50350003195 », notice no 50350003195 |
|                            | Deux démons. Pélican. Deux vierges. Dromadaire. Aigle. Ours                                                                                                  | P.                           | 2398            | Plume et encre brune, tracé préparatoire à la pointe de métal | Parchemin                                                                                                | 0,176  | 0,227  | « 50350003196 », notice no 50350003196                                        |
|                            | Un chameau vu de face | P.                           | 2399            | Plume et encre brune, pointe de métal | Papier préparé blanc crème                                                                               | 0,169  | 0,104  | « 50350003197 », notice no 50350003197                                        |
|                            | Dromadaire broutant, de profil vers la droite | P.                           | 2400            | Pointe de métal (alliage de plomb et d'étain), partiellement reprise à la plume et encre brune, deux traits tirés à la règle dont un tracé au stylet | Parchemin                                                                                                | 0,155  | 0,187  | « 50350003198 », notice no 50350003198                                        |
|                            | Étude d'une tête et de deux jambes de cheval coupées | P.                           | 2401            | Pointe de métal | Parchemin                                                                                                | 0,159  | 0,159  | « 50350003199 », notice no 50350003199                                        |
|                            | Étude d'une tête de cheval mort | P.                           | 2402            | Pointe de métal | Parchemin                                                                                                | 0,155  | 0,155  | « 50350003200 », notice no 50350003200                                        |
|                            | Études de chevaux | P.                           | 2403            | Pointe de métal | Parchemin                                                                                                | 0,115  | 0,12   | « 50350003201 », notice no 50350003201                                        |
|                            | Un harnais de cheval. Étude | P.                           | 2404            | Pointe de métal | Parchemin                                                                                                | 0,155  | 0,153  | « 50350003202 », notice no 50350003202                                        |
|                            | Tête de cheval, vue de face, les naseaux fendus | P.                           | 2405            | Pointe de métal (alliage d'argent, mercure et cuivre) | Parchemin                                                                                                | 0,107  | 0,10   | « 50350003203 », notice no 50350003203                                        |
| Dessin à peine visible     | Une vache vue de face, la tête baissée vers la terre | P.                           | 2406            | Sanguine | Papier filigrané, lavé de rose                                                                           | 0,102  | 0,107  | « 50350003204 », notice no 50350003204                                        |
|                            | Étude de la partie postérieure du corps d'un chien | P.                           | 2407            | Plume et encre brune, tracé préparatoire à la pierre noire | N. P. | 0,115  | 0,159  | « 50350003205 », notice no 50350003205                                        |
|                            | Bœuf ailé de saint Luc ouvrant, de ses pieds, le livre de l'évangéliste                                                                                      | P.                           | 2408            | Pointe de plomb, plume et encre brune | N. P. | 0,135  | 0,155  | « 50350003206 », notice no 50350003206                                        |
|                            | Attelage de deux buffles sous un joug, marchant vers la gauche (r°) Esquisse partielle d'un cheval debout, de profil vers la gauche (v°)                     | P.                           | 2409            | Pointes de métal (alliage de plomb et étain d'une part, d'argent, de mercure et de cuivre d'autre part), partiellement reprises à la plume et encre brune et au lavis beige (r°) Pointe de métal (v°) | Parchemin                                                                                                | 0,145  | 0,205  | « 50350003207 », notice no 50350003207 « 50350003208 », notice no 50350003208 |
|                            | Bœuf (?) couché, de profil vers la gauche | P.                           | 2410            | Pointes de métal | Parchemin                                                                                                | 0,17   | 0,231  | « 50350003209 », notice no 50350003209                                        |
|                            | Deux vaches et une génisse couchées | P.                           | 2411            | Pointes de métal (alliage de plomb et d'étain d'une part, d'argent, de mercure et de cuivre d'autre part) | Parchemin                                                                                                | 0,176  | 0,229  | « 50350003210 », notice no 50350003210                                        |
|                            | Un bouc. Dix études d'un escargot. Deux études d'une tortue d'eau                                                                                            | P.                           | 2412            | Pointe de métal (alliage de plomb et d'étain), reprise avec une autre pointe de métal et à la plume et encre brune sur les tortues | Parchemin                                                                                                | 0,162  | 0,26   | « 50350003211 », notice no 50350003211                                        |
|                            | Deux lynx. Une tête de lynx. Un aigle. Un vautour. Deux chiens                                                                                               | P.                           | 2413            | Pointe de métal (alliage de plomb et d'étain), reprise à la plume et encre brune pour les deux rapaces et le lynx en bas à gauche | Parchemin                                                                                                | 0,158  | 0,255  | « 50350003212 », notice no 50350003212                                        |
|                            | Deux ours, debout, de profil vers la droite (r°) Deux figures vues à mi-corps : Adam et Ève (?) (v°)                                                         | P.                           | 2414            | Pierre noire, estompe, tracé préparatoire au stylet, traces de plume et encre brune (r°) Pierre noire (v°) | N. P. | 0,242  | 0,173  | « 50350003213 », notice no 50350003213 « 50350504936 », notice no 50350504936 |
|                            | Tête de femme vue de face, les yeux levés | É. L.                        | 2415            | PPlume et encre brune, pointe d'argent, rehauts de blanc | Papier préparé en gris clair                                                                             | 0,175  | 0,123  | « 50350003214 », notice no 50350003214                                        |
|                            | Portrait d'homme de trois quarts à droite. Profil. Gribouillage(r°) Étude d'une main (v°)                                                                    | Maître de la Pala Sforzesca  | 2416            | Pointe de métal, très légers rehauts de blanc. Repris au stylet et à la pointe de métal dans le contour du visage sur la partie droite, les yeux, le nez, la bouche (r°) Pierre noire (v°) | Papier préparé gris-vert (r°) N. P. (v°)                                                                 | 0,231  | 0,164  | « 50350003215 », notice no 50350003215 « 50350500908 », notice no 50350500908 |
|                            | Laie, debout, de profil vers la droite | P.                           | 2417            | Plume et encre brune, aquarelle, gouache blanche, tracé préparatoire à la pierre noire ou à la pointe de métal | N. P. | 0,14   | 0,20   | « 50350003216 », notice no 50350003216                                        |
|                            | Deux études de la tête d'un chat. Esquisse d'un renard de profil                                                                                             | P.                           | 2418            | Plume et encre brune, lavis brun, tracé préparatoire à la pierre noire. Pierre noire seule (pour l'esquisse de renard) | Papier légèrement et irrégulièrement lavé de sanguine                                                    | 0,25   | 0,18   | « 50350003217 », notice no 50350003217                                        |
|                            | Partie antérieure d'un chat couché, la gueule ouverte(r°) Études de plantes (v°)                                                                             | P.                           | 2419            | Plume et encre brune, lavis brun, tracé préparatoire à la pierre noire (r°) Plume et encre brune, lavis brun, tracé préparatoire à la pointe de plomb (v°) | Papier frotté légèrement et irrégulièrement de sanguine                                                  | 0,247  | 0,183  | « 50350003218 », notice no 50350003218 « 50350003219 », notice no 50350003219 |
|                            | Chat couché. L'Enfant Jésus assis soutenu par la main gauche de la Vierge                                                                                    | P.                           | 2420            | Pointe de métal (alliage de plomb et d'étain) | Parchemin                                                                                                | 0,172  | 0,239  | « 50350003220 », notice no 50350003220                                        |
|                            | Chat mort, disposé dans l'attitude du bond. Traces d'un motif gothique                                                                                       | P.                           | 2421            | Pointe de métal (alliage de plomb et d'étain) | Parchemin                                                                                                | 0,15   | 0,233  | « 50350003221 », notice no 50350003221                                        |
|                            | Chat mort, étendu sur le flanc droit, disposé dans l'attitude du bond                                                                                        | P.                           | 2422            | Pointe de métal (alliage de plomb et d'étain) | Parchemin                                                                                                | 0,15   | 0,235  | « 50350003222 », notice no 50350003222                                        |
|                            | Renard mort (?), couché sur le flanc droit, la tête tournée vers la gauche                                                                                   | P.                           | 2423            | Aquarelle, plume et encre brune, tracé préparatoire au stylet | N. P. | 0,135  | 0,214  | « 50350003223 », notice no 50350003223                                        |
|                            | Loup mort, couché sur le flanc droit, disposé dans une attitude menaçante                                                                                    | P.                           | 2424            | Aquarelle, blanc (oxydé), pointe de métal | Parchemin, gratté pour une correction au niveau de la queue du loup                                      | 0,162  | 0,225  | « 50350003224 », notice no 50350003224                                        |
|                            | Guépard bondissant. Trois études de colonnettes torses | P.                           | 2425            | Aquarelle, plume et encre brune, gouache blanche (pour le guépard), plume et encre brune, lavis brun (pour les études de colonnettes en bas à gauche et au centre), plume et encre brune, tracé préparatoire et traits de construction à la pointe de métal et à la règle (pour la colonnette en bas à droite)                                                                              | Parchemin                                                                                                | 0,165  | 0,144  | « 50350003225 », notice no 50350003225                                        |
|                            | Guépard bondissant, de profil vers la droite, et portant un collier rouge                                                                                    | P.                           | 2426            | Aquarelle, pointe de métal (argent ?) | Parchemin, gratté pour une correction autour des pattes postérieures du guépard                          | 0,16   | 0,23   | « 50350003226 », notice no 50350003226                                        |
|                            | Lévrier assis, de profil vers la droite | P.                           | 2427            | Pointe de métal (?) | N. P. | 0,147  | 0,146  | « 50350003227 », notice no 50350003227                                        |
|                            | Tête d'un lévrier, de profil vers la gauche | P.                           | 2428            | Pierre noire, tracé préparatoire au stylet | N. P. | 0,095  | 0,145  | « 50350003228 », notice no 50350003228                                        |
|                            | Tête de chien de chasse, de profil vers la droite (r°) Étude de lévrier (v°)                                                                                 | P.                           | 2429            | Pointe de plomb, lavis brun et aquarelle (r°) Pierre noire (ou fusain ?) (v°) | N. P. | 0,184  | 0,22   | « 50350003229 », notice no 50350003229 « 50350003230 », notice no 50350003230 |
|                            | Tête d'un lévrier, de profil vers la droite | P.                           | 2430            | Lavis brun et aquarelle, plume et encre brune, tracé préparatoire au stylet | N. P. | 0,16   | 0,239  | « 50350003231 », notice no 50350003231                                        |
|                            | Lévrier couché sur le flanc gauche, la tête à droite | P.                           | 2431            | Pierre noire, légère trace de sanguine en bas à droite, traces d'esquisse préparatoire au stylet | Papier filigrané                                                                                         | 0,278  | 0,163  | « 50350003232 », notice no 50350003232                                        |
|                            | Sept chiens. Esquisse de scène d'audience pontificale (r°) Partie antérieure d'un épagneul, de trois quarts vers la gauche (v°)                              | P.                           | 2432            | Plume et encre brune, tracé préparatoire à la pierre noire (pour le chien en haut à gauche et celui du registre médian) (r°) Plume et encre brune, lavis brun, lavis de sanguine, rehauts de blanc partiellement oxydés, tache de lavis vert (v°) | Papier irrégulièrement lavé de sanguine                                                                  | 0,25   | 0,18   | « 50350003233 », notice no 50350003233 « 50350003234 », notice no 50350003234 |
|                            | Lévrier debout, de profil vers la droite | P.                           | 2433            | Aquarelle, plume et encre brune, tracé préparatoire à la pierre noire | N. P. | 0,185  | 0,245  | « 50350003235 », notice no 50350003235                                        |
|                            | Chien muselé et portant un collier, debout, de profil vers la gauche                                                                                         | P.                           | 2434            | Plume et encre brune, tracé préparatoire à la pointe de plomb | N. P. | 0,162  | 0,196  | « 50350003236 », notice no 50350003236                                        |
|                            | Chien muselé et portant un collier, debout, de profil vers la gauche                                                                                         | P.                           | 2435            | Plume et encre brune, lavis beige, aquarelle, tracé préparatoire au stylet | N. P. | 0,165  | 0,26   | « 50350003237 », notice no 50350003237                                        |
|                            | Trois lapins, un chamois, un daim. Un homme assis | P.                           | 2436            | Pointe de métal, partiellement repassée à la plume et encre brune (sur les lapins) | Parchemin                                                                                                | 0,23   | 0,173  | « 50350003238 », notice no 50350003238                                        |
|                            | Tête de lièvre, de trois quarts vers la gauche | P.                           | 2437            | Pierre noire | N. P. | 0,142  | 0,075  | « 50350003239 », notice no 50350003239                                        |
|                            | Lièvre mort, étendu sur le flanc droit dans la position de la course. Rose (r°) Quatre pattes de chien (v°)                                                  | P.                           | 2438            | Pointe de métal (plomb ?), repassée à la plume et encre brune, sauf pour la rose (au r°) | N. P. | 0,072  | 0,149  | « 50350003240 », notice no 50350003240 « 50350003241 », notice no 50350003241 |
|                            | Lièvre couché, de profil vers la droite | P.                           | 2439            | Plume et encre brune, tracé préparatoire à la pointe de plomb (?) | N. P. | 0,15   | 0,199  | « 50350003242 », notice no 50350003242                                        |
|                            | Étude d'un chien saisissant un lièvre | Giovanni Antonio Sacchiense  | 2440            | Pierre noire | N. P. | 0,041  | 0,08   | « 50350003243 », notice no 50350003243                                        |
|                            | Étude d'un chien saisissant un lièvre | Giovanni Antonio Sacchiense  | 2441            | Pierre noire | N. P. | 0,043  | 0,08   | « 50350003244 », notice no 50350003244                                        |
|                            | Étude d'un cheval et de son cavalier, au sol | Giovanni Antonio Sacchiense  | 2442            | Plume et encre brune, sanguine | N. P. | 0,059  | 0,078  | « 50350003245 », notice no 50350003245                                        |
|                            | Mort d'Orphée battu par les femmes de Thrace | Giovanni Antonio Sacchiense  | 2443            | Plume et encre brune, traces de pierre noire | N. P. | 0,055  | 0,085  | « 50350003246 », notice no 50350003246                                        |
|                            | Cheval harnaché, vu par l'arrière, de trois quarts vers la gauche                                                                                            | P.                           | 2444            | Plume et encre brune, tracé préparatoire à la pointe de plomb (?) | N. P. | 0,194  | 0,118  | « 50350003247 », notice no 50350003247                                        |
|                            | Lièvre vu de profil, courant vers la gauche | P.                           | 2445            | Aquarelle, tracé préparatoire à la pierre noire | N. P. | 0,139  | 0,225  | « 50350003248 », notice no 50350003248                                        |
|                            | Deux études d'un lapin mort, couché sur le flanc. Esquisse de deux autres                                                                                    | P.                           | 2446            | Plume et encre brune, lavis brun et aquarelle, rehauts de blanc oxydés, tracé préparatoire à la pointe de plomb | N. P. | 0,149  | 0,268  | « 50350003249 », notice no 50350003249                                        |
|                            | Satan présentant des pains, pour la tentation du Christ dans le désert                                                                                       | P.                           | 2447            | Pointe de métal (alliage d'argent, mercure et cuivre) | N. P. | 0,192  | 0,134  | « 50350003250 », notice no 50350003250                                        |
|                            | Étude d'un faisan volant (r°) Lapin mort couché sur le flanc droit (v°)                                                                                      | P.                           | 2448            | Plume et encre brune, tracé préparatoire à la pointe de plomb (r° et v°) | Papier filigrané                                                                                         | 0,215  | 0,16   | « 50350003251 », notice no 50350003251 « 50350003252 », notice no 50350003252 |
|                            | Une grue cendrée, debout, de profil vers la droite | P.                           | 2449            | Pierre noire, traces d'esquisse préparatoire au stylet | Papier filigrané                                                                                         | 0,225  | 0,18   | « 50350003253 », notice no 50350003253                                        |
|                            | Un héron debout, de profil vers la droite | P.                           | 2450            | Plume et encre brune, tracé préparatoire à la pointe de plomb | Papier filigrané                                                                                         | 0,247  | 0,174  | « 50350003254 », notice no 50350003254                                        |
|                            | Une cigogne noire debout, de profil vers la droite | P.                           | 2451            | Plume et encre brune, tracé préparatoire à la pierre noire (ou au fusain ?) | N. P. | 0,207  | 0,189  | « 50350003255 », notice no 50350003255                                        |
|                            | Faucon (?) encapuchonné, vu de dos (r°) Quatre rapaces : deux mangeant, les deux autres au repos. Un rongeur (v°)                                            | P.                           | 2452            | Pointe de métal (alliage de plomb et d'étain), partiellement repassée à la plume et encre brune (r°) Pointe de métal (alliage d'argent, mercure et cuivre) (v°) | Parchemin                                                                                                | 0,245  | 0,156  | « 50350003256 », notice no 50350003256 « 50350003257 », notice no 50350003257 |
|                            | Jeune faucon lanier ou jeune faucon pèlerin armé, perché sur une main gantée                                                                                 | P.                           | 2453            | Plume et encre brune, lavis brun et aquarelle, rehauts de blanc, tracé préparatoire à la pierre noire (ou au fusain ?) | Papier filigrané                                                                                         | 0,237  | 0,151  | « 50350003258 », notice no 50350003258                                        |
|                            | Aigle royal debout, de profil vers la droite | P.                           | 2454            | Plume et encre brune, lavis brun et aquarelle, rehauts de blanc, tracé préparatoire à la pierre noire | N. P. | 0,137  | 0,223  | « 50350003259 », notice no 50350003259                                        |
|                            | Avant-main d'un cheval de trois quarts vers la droite, et reprises                                                                                           | P.                           | 2455            | Pointe de métal, lavis brun et touches d'aquarelle rose | Parchemin                                                                                                | 0,155  | 0,151  | « 50350003260 », notice no 50350003260                                        |
|                            | Perruche à collier perchée, de profil vers la droite | P.                           | 2456            | Aquarelle, plume et encre noire, tracé préparatoire à la pointe de métal et au stylet | N. P. | 0,16   | 0,222  | « 50350003261 », notice no 50350003261                                        |
| Dessin peu visible         | Un oiseau indéterminé (guêpier ?) et un pigeon ornemental, de profil (r°) Un pied gauche, vu de face                                                         | P.                           | 2457            | Plume et encre brune, aquarelle rose et lavis gris et brun (sur le pigeon), tracé préparatoire à la pierre noire (r°) Pierre noire, taches de sanguine (v°) | N. P. | 0,203  | 0,257  | « 50350003262 », notice no 50350003262 « 50350504941 », notice no 50350504941 |
|                            | Âne debout. Esquisse d'un âne avec un ânier, reprises | P.                           | 2458            | Pointe de métal (plomb ?) | Parchemin                                                                                                | 0,152  | 0,188  | « 50350003263 », notice no 50350003263                                        |
|                            | Perdrix marchant, de profil vers la droite | P.                           | 2459            | Aquarelle, rehauts de blanc partiellement oxydés, tracé préparatoire à la pierre noire ou à la pointe de plomb | Papier filigrané                                                                                         | 0,17   | 0,19   | « 50350003264 », notice no 50350003264                                        |
|                            | Foulque macroule adulte debout, de profil vers la droite | P.                           | 2460            | Plume et encre brune, lavis gris et brun, rehauts de blanc, tracé préparatoire à la pierre noire | N. P. | 0,17   | 0,198  | « 50350003265 », notice no 50350003265                                        |
|                            | Sarcelle d'hiver femelle, nageant, de profil vers la droite                                                                                                  | P.                           | 2461            | Plume et encre brune, aquarelle, rehauts de blanc légèrement oxydés, tracé préparatoire à la pierre noire | N. P. | 0,14   | 0,212  | « 50350003266 », notice no 50350003266                                        |
|                            | Harle piette mâle nageant, de profil vers la gauche | P.                           | 2462            | Plume et encre brune, lavis gris et aquarelle, tracé préparatoire à la pierre noire (ou au fusain ?) | N. P. | 0,17   | 0,222  | « 50350003267 », notice no 50350003267                                        |
|                            | Sarcelle d'hiver mâle, nageant, et sarcelle d'hiver femelle, volant                                                                                          | P.                           | 2463            | Plume et encre brune, aquarelle, lavis brun, tracé préparatoire à la pierre noire | Papier filigrané                                                                                         | 0,27   | 0,18   | « 50350003268 », notice no 50350003268                                        |
|                            | Vanneau mort, disposé dans l'attitude du vol | P.                           | 2464            | Aquarelle, gouache blanche, plume et encre brune, tracé préparatoire à la pointe de plomb | Papier filigrané                                                                                         | 0,19   | 0,168  | « 50350003269 », notice no 50350003269                                        |
|                            | Vanneau huppé mort, posé sur le dos, les ailes éployées (r°) Paonne, debout, de profil vers la droite (v°)                                                   | P.                           | 2465            | Aquarelle, gouache blanche (en partie oxydée), plume et encre brune, tracé préparatoire à la pointe de plomb (r°) Pointe de plomb (v°) | N. P. | 0,155  | 0,287  | « 50350003270 », notice no 50350003270 « 50350003271 », notice no 50350003271 |
|                            | Torcol fourmilier. Deux chardonnerets perchés sur des branches                                                                                               | P.                           | 2466            | Plume et encre brune, lavis brun et aquarelle, rehauts de blanc oxydés, tracé préparatoire à la pierre noire (ou au fusain ?) | Papier filigrané                                                                                         | 0,177  | 0,192  | « 50350003272 », notice no 50350003272                                        |
|                            | Deux huppes fasciées au repos, l'une de profil, l'autre de face                                                                                              | P.                           | 2467            | Plume et encre brune, tracé préparatoire à la pointe de plomb (pour la huppe de face), complété au lavis brun et à l'aquarelle, rehaussé de blanc (pour la huppe de profil) | Papier filigrané                                                                                         | 0,163  | 0,217  | « 50350003273 », notice no 50350003273                                        |
|                            | Deux chevaux harnachés, vu de trois quarts, l'un de face et l'autre de dos                                                                                   | P.                           | 2468            | Plume et encre brune, lavis gris et brun, rehauts de blanc, tracé préparatoire à la pierre noire ou à la pointe de plomb (?) | N. P. | 0,20   | 0,165  | « 50350003274 », notice no 50350003274                                        |
| Esquisse illisible         | Quatre grandes aigrettes (?) (r°) Une grande aigrette (?) volant vers la gauche (v°)                                                                         | P.                           | 2469            | Plume et encre brune (r°) Pierre noire (v°) | Papier filigrané                                                                                         | 0,17   | 0,246  | « 50350003275 », notice no 50350003275 « 50350506492 », notice no 50350506492 |
|                            | Cinq hérons. Un gypaète. Un paon | P.                           | 2470            | Plume et encre brune, gouache, lavis brun, rehauts de blanc | N. P. | 0,222  | 0,132  | « 50350003276 », notice no 50350003276                                        |
|                            | Un héron pourpré et esquisses de quatre autres hérons pourprés debout (r°) Un héron debout, vu de dos, éployant les ailes (v°)                               | P.                           | 2471            | Plume et encre brune, tracé préparatoire à la pointe de plomb, et, pour le héron pourpré, aquarelle et rehauts de blanc (r°) Pierre noire (v°) | N. P. | 0,20   | 0,16   | « 50350003278 », notice no 50350003278 « 50350504939 », notice no 50350504939 |
|                            | Étude de quatorze hérons | P.                           | 2472            | Plume et encre brune, lavis vert (autour des trois hérons en haut au centre) | Parchemin                                                                                                | 0,183  | 0,27   | « 50350003279 », notice no 50350003279                                        |
|                            | Cinq tourterelles et six martins-pêcheurs | P.                           | 2473            | Aquarelle, plume et encre brune, tracé préparatoire à la pointe de métal | Parchemin                                                                                                | 0,21   | 0,15   | « 50350003280 », notice no 50350003280                                        |
|                            | Cinq geais des chênes | P.                           | 2474            | Aquarelle, plume et encre brune, tracé préparatoire à la pointe de métal (plomb ?) | Parchemin                                                                                                | 0,215  | 0,154  | « 50350003281 », notice no 50350003281                                        |
|                            | Pic épeiche femelle, de profil vers la gauche | P.                           | 2475            | Aquarelle, rehauts de blanc partiellement oxydés | Parchemin                                                                                                | 0,095  | 0,147  | « 50350003282 », notice no 50350003282                                        |
| Dessin non disponible      | Mésange à moustache mâle, représentée une fois en vol et deux fois posée (r°) Oiseau posé, de profil vers la droite (v°)                                     | P.                           | 2476            | Aquarelle, plume et encre brune, rehauts de blanc partiellement oxydés (r°) Pointe de métal (v°) | Parchemin                                                                                                | 0,117  | 0,155  | « 50350003283 », notice no 50350003283 « 50350507752 », notice no 50350507752 |
|                            | Guêpier d'Europe, perché sur une tige fleurie. Esquisse de pattes d'oiseau                                                                                   | P.                           | 2477            | Aquarelle, plume et encre brune, rehauts de blanc, pointe de métal, stylet (pour la tige fleurie) | Parchemin                                                                                                | 0,114  | 0,175  | « 50350003284 », notice no 50350003284                                        |
|                            | Jean VIII Paléologue, en buste, de profil vers la gauche | P.                           | 2478            | Pierre noire | Papier filigrané                                                                                         | 0,258  | 0,19   | « 50350003285 », notice no 50350003285                                        |
|                            | L'empereur Sigismond de Luxembourg, vu en buste, de profil vers la gauche                                                                                    | P.                           | 2479            | Pierre noire | Papier filigrané                                                                                         | 0,315  | 0,209  | « 50350003286 », notice no 50350003286                                        |
|                            | Tête d'homme, de face, coiffé d'un chapeau | P.                           | 2480            | Pierre noire, traces de stylet | N. P. | 0,295  | 0,21   | « 50350003287 », notice no 50350003287                                        |
|                            | Tête d'Alphonse V d'Aragon, de profil vers la droite (r°) Cinq études de rapaces (v°)                                                                        | P.                           | 2481            | Pierre noire repassée à la plume et encre brune, sauf pour l'une des têtes de vautour et les études du capuchon du faucon au verso | N. P. | 0,285  | 0,212  | « 50350003288 », notice no 50350003288 « 50350003289 », notice no 50350003289 |
|                            | Niccolò Piccinino, coiffé d'un bonnet, en buste, de profil vers la gauche                                                                                    | P.                           | 2482            | Pierre noire | Papier filigrané                                                                                         | 0,305  | 0,209  | « 50350003290 », notice no 50350003290                                        |
|                            | Filippo Maria Visconti, coiffé d'un bonnet, en buste et de profil                                                                                            | P.                           | 2483            | Pierre noire, traces de sanguine | N. P. | 0,29   | 0,201  | « 50350003291 », notice no 50350003291                                        |
|                            | Filippo Maria Visconti, coiffé d'un chapeau, en buste et de profil                                                                                           | P.                           | 2484            | Plume et encre brune, tracé préparatoire à la pierre noire | N. P. | 0,291  | 0,187  | « 50350003292 », notice no 50350003292                                        |
| Dessin non photographiable | Deux aigles héraldiques, éployées, couronnés (r°) Un âne bâté, et d'autres esquisses (v°)                                                                    | P.                           | 2485            | Plume et encre brune, lavis brun sur tracé préparatoire à la pointe de métal (plomb ?), avec traces de grattage correspondant à des repentirs (r°) Pointe de métal (v°) | Parchemin                                                                                                | 0,235  | 0,172  | « 50350003293 », notice no 50350003293 « 50350504933 », notice no 50350504933 |
|                            | Revers d'une médaille avec Alphonse V d'Aragon à cheval | P.                           | 2486            | Plume et encre brune, tracé préparatoire à la pointe de plomb et au compas | N. P. | 0,165  | 0,142  | « 50350003294 », notice no 50350003294                                        |
|                            | Condottiere en armure, sur un cheval, vu de dos. Esquisses du même motif (r°) Cavalier, vêtu à l'antique, sur un cheval cabré. Buste de la même figure (v°)  | P.                           | 2487            | Pointe de métal (argent) (r° et v°) | Papier préparé ocre jaune (blanc d'os et oxyde de fer)                                                   | 0,25   | 0,195  | « 50350003295 », notice no 50350003295 « 50350003296 », notice no 50350003296 |
|                            | Étude de trois têtes de guépards | P.                           | 2488            | Plume et encre brune | Parchemin                                                                                                | 0,103  | 0,11   | « 50350003297 », notice no 50350003297                                        |
|                            | Deux cerfs, l'un couché, vu de dos, l'autre esquissé, debout, de profil                                                                                      | P.                           | 2489            | Stylet, et pointe de métal repassée à la plume et encre brune pour le cerf couché | Papier filigrané                                                                                         | 0,202  | 0,276  | « 50350003298 », notice no 50350003298                                        |
|                            | Trois têtes de cerf de trois quarts | P.                           | 2490            | Plume et encre brune, tracé préparatoire à la pierre noire | N. P. | 0,157  | 0,208  | « 50350003299 », notice no 50350003299                                        |
| Dessin non importé         | Tête d'un guerrier coiffé d'un casque surmonté d'un dragon ailé (r°) Traits à la plume (v°)                                                                  | Michel-Ange                  | 2491            | Plume (r° et v°) | N. P. | 0,075  | 0,064  | « 50350003300 », notice no 50350003300 « 50350500031 », notice no 50350500031 |
|                            | Deux études d'un daim debout, de profil vers la gauche | P.                           | 2492            | Pointe du métal, la tête du daim de gauche achevée à l'aquarelle | Parchemin                                                                                                | 0,203  | 0,255  | « 50350003301 », notice no 50350003301                                        |
| Dessin non importé         | Chamois couché sur le flanc (r°) Fragment de croquis (v°) | P.                           | 2493            | Plume et encre brune (r° et v°) | N. P. | 0,10   | 0,14   | « 50350003302 », notice no 50350003302 « 50350506493 », notice no 50350506493 |
|                            | Deux cerfs de profil. Tête de cerf. Deux pintades picorant                                                                                                   | P.                           | 2494            | Plume et encre brune | Parchemin                                                                                                | 0,129  | 0,187  | « 50350003303 », notice no 50350003303                                        |
|                            | Biche debout, de profil vers la droite | P.                           | 2495            | Plume et encre brune, tracé préparatoire à la pierre noire | N. P. | 0,175  | 0,207  | « 50350003304 », notice no 50350003304                                        |
|                            | Étude de trois chevreuils debout, vus de dos (r°) Trois hommes drapés, debout, de dos et de profil, conversant (v°)                                          | P.                           | 2496            | Plume et encre brune, rehauts et repentirs de gouache blanche, tracé préparatoire à la pierre noire (r°) Pierre noire (v°) | Papier irrégulièrement lavé de sanguine (r°)                                                             | 0,215  | 0,185  | « 50350003305 », notice no 50350003305 « 50350003306 », notice no 50350003306 |
|                            | Chevreuil, vu de profil tourné à droite | P.                           | 2497            | Aquarelle, blanc (oxydé), tracé préparatoire à la pointe de métal | Parchemin                                                                                                | 0,11   | 0,139  | « 50350003307 », notice no 50350003307                                        |
|                            | Cerf, de profil vers la gauche, broutant. Six études d'un chien assis                                                                                        | P.                           | 2498            | Plume et encre brune, lavis brun, aquarelle (pour le cerf), traces de stylet. Le chien, en bas à droite, partiellement repassé à la plume et encre noire | Parchemin                                                                                                | 0,21   | 0,168  | « 50350003308 », notice no 50350003308                                        |
|                            | Études de deux bras écorchés | A. F.                        | 2499            | Plume et encre brune, sanguine | N. P. | 0,33   | 0,222  | « 50350003309 », notice no 50350003309                                        |
|                            | Lapin assis. Chien couché. Rapace perché | P.                           | 2500            | Pointes de métal | N. P. | 0,07   | 0,102  | « 50350003310 », notice no 50350003310                                        |
|                            | Étude d'alouette (?) | P.                           | 2501            | Pointe de métal, plume et encre brune | Parchemin                                                                                                | 0,085  | 0,13   | « 50350003311 », notice no 50350003311                                        |
|                            | Renard marchant de profil vers la droite. Quatre rapaces posés                                                                                               | P.                           | 2502            | Pointe de métal | Parchemin                                                                                                | 0,107  | 0,145  | « 50350003312 », notice no 50350003312                                        |
|                            | Deux criquets. Une pintade. Une tête d'aigle | P.                           | 2503            | Pointe de métal (alliage d'argent, de mercure et de cuivre) | Parchemin préparé ardoise (blanc d'os et pigment noir au carbone)                                        | 0,087  | 0,140  | « 50350003313 », notice no 50350003313                                        |
|                            | Un rapace. Fleurs de bourrache, d'ancolie, de pois et d'une autre plante                                                                                     | P.                           | 2504            | Pointe de métal (alliage d'argent, de mercure et de cuivre) | Parchemin préparé ardoise (blanc d'os et pigment noir au carbone)                                        | 0,095  | 0,184  | « 50350003314 », notice no 50350003314                                        |
|                            | Un échassier. Une tête de cygne. Neuf fleurs et une feuille                                                                                                  | P.                           | 2505            | Pointe de métal | Parchemin préparé ardoise                                                                                | 0,123  | 0,192  | « 50350003315 », notice no 50350003315                                        |
|                            | Chouette effraie perchée, de trois quarts vers la gauche | P.                           | 2506            | Pierre noire | Anciennement doublé avec une feuille portant un décalque du dessin inventaire 2483                       | 0,25   | 0,18   | « 50350003316 », notice no 50350003316                                        |
|                            | Deux études de paons et détail de la tête et du cou d’un paon vu de profil (r°) Quatre études de martin-pêcheur vu de profil, par-dessus et par-dessous (v°) | P.                           | 2507            | Plume et encre brune, tracé préparatoire à la pierre noire (pour l'étude du bas) (r°) Plume et encre brune (sauf pour l'étude en haut à droite), pierre noire (pour l'étude en haut à droite), lavis ocre et brun (pour l'étude du bas) (v°) | Papier filigrané irrégulièrement lavé de sanguine rouge-orangé                                           | 0,25   | 0,185  | « 50350003317 », notice no 50350003317 « 50350003318 », notice no 50350003318 |
|                            | Sept pigeons posés ou volant. Esquisse d'une branche fleurie (r°) Tête d'enfant près d'une baguette. Chat dormant (v°)                                       | P.                           | 2508            | Plume et encre brune (pour les pigeons), pointe de plomb (pour la branche) (r°) Plume et encre brune (employées seules pour le chat), lavis blanc, rehauts de blanc partiellement oxydés, traces de sanguine, tracé préparatoire à la pointe de métal (v°) | Papier lavé irrégulièrement de sanguine                                                                  | 0,246  | 0,18   | « 50350003319 », notice no 50350003319 « 50350003320 », notice no 50350003320 |
|                            | Trois études de martin-pêcheur vu de profil et par-dessus (r°) Homme debout, vu de dos, tenant un espadon (v°)                                               | P.                           | 2509            | Plume et encre brune, tracé préparatoire à la pierre noire ou à la pointe de plomb (r°) Plume et encre brune, tracé préparatoire à la pierre noire ou à la pointe de métal (v°) | Papier lavé irrégulièrement de sanguine rouge-orangé                                                     | 0,25   | 0,182  | « 50350003321 », notice no 50350003321 « 50350003322 », notice no 50350003322 |
|                            | Un coq et une poule, de profil vers la gauche | P.                           | 2510            | Pierre noire | N. P. | 0,18   | 0,255  | « 50350003323 », notice no 50350003323                                        |
|                            | Trois études d'un coq (r°) Un coq chantant, debout, de profil vers la gauche (v°)                                                                            | P.                           | 2511            | Plume et encre brune (r° et v°) | Papier irrégulièrement lavé de sanguine rouge-orangé                                                     | 0,25   | 0,182  | « 50350003324 », notice no 50350003324 « 50350003325 », notice no 50350003325 |
|                            | Coq accroupi de profil vers la droite (r°) Combat entre un fantassin et un cavalier (v°)                                                                     | P.                           | 2512            | Plume et encre brune, tracé préparatoire à la pierre noire (r°) Plume et encre brune (v°) | Papier irrégulièrement lavé de sanguine                                                                  | 0,18   | 0,242  | « 50350003326 », notice no 50350003326 « 50350003327 », notice no 50350003327 |
|                            | Cheval. Chien couché, vu de dos. Deux études de la tête d'un chien                                                                                           | P.                           | 2513            | Pointe de métal (alliage de plomb et d'étain) | Parchemin                                                                                                | 0,185  | 0,11   | « 50350003328 », notice no 50350003328                                        |
|                            | Deux tiges fleuries. Un aigle ? Canards. Une grue ? Un faucon saisissant un héron ? (r°) Partie supérieure d'un cheval de profil, monté par un cavalier (v°) | P.                           | 2514            | Pointe d'argent (r°) Pointe de plomb (v°) | Papier préparé gris, découpé irrégulièrement                                                             | 0,269  | 0,19   | « 50350003329 », notice no 50350003329 « 50350003330 », notice no 50350003330 |
|                            | Pigeon, les ailes éployées (r°) Tête d'homme couronné (v°)                                                                                                   | P.                           | 2515            | Plume et encre brune, tracé préparatoire à la pierre noire (r°) Pierre noire (v°) | Papier filigrané                                                                                         | 0,21   | 0,245  | « 50350003331 », notice no 50350003331 « 50350003332 », notice no 50350003332 |
|                            | Cinq hommes debout dans une architecture voutée en perspective                                                                                               | P.                           | 2520            | Plume et encre brune, tracé préparatoire à la pointe de métal et au stylet, à la règle et au compas | Papier filigrané lavé de rouge                                                                           | 0,25   | 0,175  | « 50350003337 », notice no 50350003337                                        |
|                            | Étude d'un bras | P.                           | 2521            | Plume et encre brune | Papier filigrané lavé de rose                                                                            | 0,213  | 0,151  | « 50350003338 », notice no 50350003338                                        |
|                            | Deux études d'un bras | P.                           | 2522            | Pointe de métal | Papier filigrané lavé de rose                                                                            | 0,236  | 0,173  | « 50350003339 », notice no 50350003339                                        |
|                            | Étude d'un bras tenu par un autre bras | P.                           | 2523            | Plume et encre brune | Papier filigrané lavé de rose                                                                            | 0,247  | 0,173  | « 50350003340 », notice no 50350003340                                        |
|                            | Alphabet gothique imitant le parchemin roulé | P.                           | 2524            | Plume et lavis brun | Vélin | 0,241  | 0,29   | « 50350003341 », notice no 50350003341                                        |
|                            | Étude d'une boiserie d'autel sculptée de style gothique | P.                           | 2525            | Lavis brun et sanguine, plume et encre brune, tracé préparatoire à la pointe de métal | Papier filigrané                                                                                         | 0,37   | 0,28   | « 50350003342 », notice no 50350003342                                        |
|                            | Fenêtre d'église de forme ogivale avec vitraux gothiques | P.                           | 2526            | Lavis beige, plume et encre brune, tracé préparatoire à la pointe de plomb | N. P. | 0,195  | 0,165  | « 50350003343 », notice no 50350003343                                        |
| Dessin non disponible      | Partie supérieure d'une baie à l'arc brisé surbaissé aux remplages gothiques (r°) Jeune homme, vu en buste, de trois quarts vers la droite (v°)              | P.                           | 2527            | Plume et encre brune, lavis ocre jaune, mise en place au stylet et au compas, tracé préparatoire à la pierre noire (ou à la pointe de plomb ou au fusain ?) (r°) Stylet et compas, très légère trace de pointe de métal (v°) | Papier filigrané                                                                                         | 0,277  | 0,186  | « 50350003344 », notice no 50350003344 « 50350507753 », notice no 50350507753 |
|                            | Étude de deux fenêtres ornées de vitraux gothiques | P.                           | 2528            | Plume et encre brune, lavis beige, compas | N. P. | 0,295  | 0,215  | « 50350003345 », notice no 50350003345                                        |
|                            | Étude de deux grandes fenêtres à vitraux gothiques | P.                           | 2529            | Plume et encre brune, lavis beige, pierre noire et compas | Papier filigrané                                                                                         | 0,21   | 0,265  | « 50350003346 », notice no 50350003346                                        |
|                            | Deux rosaces de fenêtres gothiques | P.                           | 2530            | Plume et encre brune, compas | N. P. | 0,18   | 0,318  | « 50350003347 », notice no 50350003347                                        |
|                            | Deux rosaces de fenêtres gothiques | P.                           | 2531            | Plume et encre brune, compas | Papier filigrané                                                                                         | 0,165  | 0,367  | « 50350003348 », notice no 50350003348                                        |
|                            | Deux rosaces de fenêtres gothiques | P.                           | 2532            | Plume et encre brune, lavis brun, compas | Papier filigrané                                                                                         | 0,165  | 0,305  | « 50350003349 », notice no 50350003349                                        |
|                            | Motif de brocart (r°) Motif de brocart (v°) | P.                           | 2533            | Plume et encre brune, lavis jaune, tracé préparatoire à la pierre noire (r°) Pierre noire et traits de plume (v°) | N. P. | 0,22   | 0,145  | « 50350003350 », notice no 50350003350 « 50350506494 », notice no 50350506494 |
|                            | Motif de tissu | P.                           | 2534            | Plume et encre brune, tracé préparatoire à la pierre noire | Papier filigrané irrégulièrement lavé de sanguine                                                        | 0,28   | 0,20   | « 50350003351 », notice no 50350003351                                        |
|                            | Motifs | P.                           | 2535            | Pierre noire | Papier filigrané                                                                                         | 0,41   | 0,183  | « 50350003352 », notice no 50350003352                                        |
|                            | Études de rosaces (r° et v°) | P.                           | 2536            | Plume et encre brune, tracé préparatoire au compas (r° et v°) | N. P. | 0,41   | 0,208  | « 50350003353 », notice no 50350003353 « 50350506495 », notice no 50350506495 |
|                            | Motif de brocart | P.                           | 2537            | Plume et encre brune, lavis jaune et beige, tracé préparatoire à la pierre noire | Papier filigrané                                                                                         | 0,315  | 0,576  | « 50350003354 », notice no 50350003354                                        |
|                            | Projet de tenture avec un arbre emblématique et la devise gvarden les forces (r°) Motif de brocart avec une fleur de chardon (v°)                            | P.                           | 2538            | Plume et encre brune, lavis brun, tracé préparatoire à la pierre noire (r°) Plume et encre brune, tracé préparatoire à la pierre noire (v°) | N. P. | 0,215  | 0,285  | « 50350003355 », notice no 50350003355 « 50350506496 », notice no 50350506496 |
|                            | Projet de tenture avec un arbre emblématique et la devise gvarden les forces                                                                                 | P.                           | 2539            | Plume et encre brune, lavis brun, tracé préparatoire à la pierre noire | N. P. | 0,19   | 0,247  | « 50350003356 », notice no 50350003356                                        |
|                            | Projet de tenture avec un arbre emblématique et la devise gvarden les forces                                                                                 | P.                           | 2540            | Plume et encre brune, lavis brun, tracé préparatoire à la pierre noire | N. P. | 0,198  | 0,237  | « 50350003357 », notice no 50350003357                                        |
|                            | Saint Jean distribuant des aumônes devant le philosophe. Homme drapé (r°) La Vierge assise, lisant, l'Enfant debout auprès d'elle et un ange (v°)            | P.                           | 2541            | Pointe de métal (plomb ?), repassé à la plume et encre brune (sauf l'homme drapé au r° et l’Enfant au v°) | Parchemin                                                                                                | 0,277  | 0,196  | « 50350003358 », notice no 50350003358 « 50350003359 », notice no 50350003359 |
|                            | Deux enfants nus. Femme. Madone allaitant l'Enfant. Chevreuil (r°) La Charité. Homme drapé. Un chien courant. Homme drapé agenouillé (v°)                    | P.                           | 2542            | Pointe de métal (alliage de plomb, d'étain et de mercure) en partie repassé à la plume et encre brune (métallo-gallique) (r° et v°) | Parchemin                                                                                                | 0,239  | 0,17   | « 50350003360 », notice no 50350003360 « 50350003361 », notice no 50350003361 |
|                            | Étude d'un instrument de musique à cordes (r°) Figure géométrique (v°)                                                                                       | É. L.                        | 2543            | Plume et encre brune, sanguine (r°) Pierre noire (v°) | N. P. | 0,14   | 0,17   | « 50350003362 », notice no 50350003362 « 50350500116 », notice no 50350500116 |
|                            | Deux études d'une tête d'un bovin | P.                           | 2544            | Plume et encre brune, pierre noire | Papier filigrané lavé de rose                                                                            | 0,13   | 0,192  | « 50350003363 », notice no 50350003363                                        |
|                            | Deux études d'une vache, de dos et de face | P.                           | 2545            | Plume et encre brune | Papier filigrané lavé de rose                                                                            | 0,196  | 0,255  | « 50350003364 », notice no 50350003364                                        |
|                            | Études de vaches | P.                           | 2546            | Plume et encre brune | Papier filigrané lavé de rose                                                                            | 0,195  | 0,26   | « 50350003365 », notice no 50350003365                                        |
|                            | Trois chiens de chasse : l'un marchant, les deux autres chassant                                                                                             | P.                           | 2547            | Plume et encre brune, tracé préparatoire à la pierre noire | Papier filigrané                                                                                         | 0,275  | 0,199  | « 50350003366 », notice no 50350003366                                        |
|                            | Daim vu de trois quarts par l'arrière | P.                           | 2549            | Aquarelle, plume et encre brune, tracé préparatoire à la pierre noire | N. P. | 0,251  | 0,091  | « 50350003368 », notice no 50350003368                                        |
|                            | Étude de deux animaux | P.                           | 2550            | Plume et encre brune | Parchemin                                                                                                | 0,20   | 0,135  | « 50350003369 », notice no 50350003369                                        |
|                            | Trois chiens, tournés vers la droite, chassant le lapin et le lièvre                                                                                         | P.                           | 2568            | Plume et encre brune, aquarelle, rehauts de blanc | Parchemin                                                                                                | 0,253  | 0,17   | « 50350003388 », notice no 50350003388                                        |
| Dessin non disponible      | Étude anatomique d'un homme debout, de profil vers la gauche (r°) Cercle et indications de rayons et esquisse de figure (v°)                                 | Enea Salmeggia dit Talpino   | 2569            | Plume et encre brune, pierre noire, mise au carreau (r°) Pointe de plomb et stylet (v°) | N. P. | 0,216  | 0,078  | « 50350003389 », notice no 50350003389 Non répertorié                         |
|                            | Tête de jeune homme tournée vers la gauche (r°) Tête de jeune fille, de trois quarts vers la droite, regardant vers le bas (v°)                              | P.                           | 2589            | Plume et encre brune, tracé préparatoire à la pierre noire (r° et v°) | Papier lavé de rouge                                                                                     | 0,28   | 0,208  | « 50350003411 », notice no 50350003411 « 50350003412 », notice no 50350003412 |
|                            | La Vierge allaitant l'Enfant | P.                           | 2590            | Pierre noire. Taches de lavis jaune, vert et rouge | Papier filigrané                                                                                         | 0,447  | 0,328  | « 50350003413 », notice no 50350003413                                        |
|                            | Portrait de Severinae Augusta, vue en buste, de profil (r°) Cercles (v°)                                                                                     | P.                           | 2591            | Plume et encre brune, lavis brun, tracé préparatoire à la pierre noire (r°) Plume et encre brune, compas (v°) | Papier lavé de sanguine (r°) N. P. (v°)                                                                  | 0,24   | 0,172  | « 50350003414 », notice no 50350003414 « 50350506497 », notice no 50350506497 |
|                            | L'empereur Aurélien, couronné, de profil vers la droite (r°) Tête de Vierge, de face (v°)                                                                    | P.                           | 2592            | Plume et encre brune, tracé préparatoire à la pierre noire (r°) Pierre noire (v°) | Papier lavé de sanguine                                                                                  | 0,26   | 0,184  | « 50350003415 », notice no 50350003415 « 50350504922 », notice no 50350504922 |
|                            | Tête d'empereur Romain couronnée de laurier, de profil (r°) Étude de bras. Une tête de jeune fille (v°)                                                      | P.                           | 2593            | Plume et encre brune, tracé préparatoire à la pierre noire (r° et v°) | Papier lavé de sanguine                                                                                  | 0,257  | 0,183  | « 50350003416 », notice no 50350003416 « 50350003417 », notice no 50350003417 |
|                            | Buste de jeune homme, de trois quarts, la tête renversée en arrière (r°) Saint Jean-Baptiste prêchant. Une dame, un chevalier et ses écuyers (v°)            | P.                           | 2594            | Plume et encre brune, tracé préparatoire à la pierre noire (r°) Plume et encre brune, tracé préparatoire à la pierre noire. En bas à droite, en marge de la composition à la plume et encre brune, tracé à la pointe sèche seule, cygne sur l'eau (?) ou reprise du dragon (?) (v°) | Papier filigrané lavé de sanguine                                                                        | 0,239  | 0,178  | « 50350003418 », notice no 50350003418 « 50350003419 », notice no 50350003419 |
|                            | Buste de jeune homme, mort, vu de face la tête en bas (r°) Une dame, un chevalier, deux écuyers et un page dans un paysage (v°)                              | P.                           | 2595            | Plume et encre brune, lavis brun, tracé préparatoire à la pierre noire (r°) Plume et encre brune, tracé préparatoire à la pierre noire et au stylet (v°) | Papier filigrané lavé de sanguine                                                                        | 0,259  | 0,185  | « 50350003420 », notice no 50350003420 « 50350003421 », notice no 50350003421 |
|                            | Un saint moine, vu de face, à mi-corps (r°) Deux pieds (v°)                                                                                                  | P.                           | 2596            | Plume et encre brune, tracé préparatoire à la pierre noire (r° et v°) | Papier lavé de sanguine                                                                                  | 0,263  | 0,185  | « 50350003422 », notice no 50350003422 « 50350003423 », notice no 50350003423 |
|                            | Jeune homme, vu en buste, de trois quarts vers la gauche, retirant un vêtement (r°) Jeune homme, vu en buste, de trois quarts vers la droite (v°)            | P.                           | 2597            | Plume et encre brune, tracé préparatoire à la pierre noire (r° et v°) | Papier filigrané frotté et lavé de sanguine                                                              | 0,276  | 0,38   | « 50350003424 », notice no 50350003424 « 50350003425 », notice no 50350003425 |
| Dessin non importé         | Profil d'homme tourné vers la droite (r°) Études (v°) | P.                           | 2598            | Plume et encre brune, tracé préparatoire à la pierre noire (r°) Pierre noire (v°) | Papier filigrané frotté et lavé de sanguine                                                              | 0,261  | 0,185  | « 50350003426 », notice no 50350003426 « 50350506498 », notice no 50350506498 |
|                            | Profil d'homme de profil vers la droite. Bateau (r°) Étude d’une tête (v°)                                                                                   | P.                           | 2599            | Plume et encre brune, tracé préparatoire à la pierre noire (r° et v°) | Papier filigrané lavé de sanguine                                                                        | 0,265  | 0,188  | « 50350003427 », notice no 50350003427 « 50350003428 », notice no 50350003428 |
|                            | Deux profils d'hommes (r°) Tête d'homme de profil. Œil et nez (v°)                                                                                           | P.                           | 2600            | Plume et encre brune, tracé préparatoire à la pierre noire (r° et v°) | Papier filigrané lavé de sanguine                                                                        | 0,27   | 0,19   | « 50350003429 », notice no 50350003429 « 50350003430 », notice no 50350003430 |
|                            | Tête d'homme, vue de trois quarts (r°) Motifs (v°) | P.                           | 2601            | Plume et encre brune, tracé préparatoire à la pierre noire (r°) Pierre noire (v°) | Papier lavé de sanguine                                                                                  | 0,269  | 0,187  | « 50350003431 », notice no 50350003431 « 50350506499 », notice no 50350506499 |
|                            | Tête de moine, de trois quarts vers la gauche (r°) Tête de moine, vue de trois quarts (v°)                                                                   | P.                           | 2602            | Plume et encre brune, tracé préparatoire à la pierre noire (r° et v°) | Papier lavé de sanguine                                                                                  | 0,27   | 0,20   | « 50350003432 », notice no 50350003432 « 50350003433 », notice no 50350003433 |
|                            | Tête de moine, de trois quarts vers la gauche (r°) Costume masculin, vu de dos. Étude de pied droit (v°)                                                     | P.                           | 2603            | Plume et encre brune, tracé préparatoire à la pierre noire (r°) Pierre noire (v°) | Papier frotté et lavé de sanguine                                                                        | 0,264  | 0,19   | « 50350003434 », notice no 50350003434 « 50350003435 », notice no 50350003435 |
|                            | Tête d'ecclésiastique, tournée vers la gauche (r°) Motifs (v°)                                                                                               | P.                           | 2604            | Plume et encre brune, tracé préparatoire à la pierre noire (r° et v°) | Papier filigrané lavé de sanguine                                                                        | 0,27   | 0,195  | « 50350003436 », notice no 50350003436 « 50350003437 », notice no 50350003437 |
|                            | Tête de religieuse, vue de face | P.                           | 2605            | Plume et encre brune, tracé préparatoire à la pierre noire | Papier lavé de sanguine                                                                                  | 0,289  | 0,201  | « 50350003438 », notice no 50350003438                                        |
|                            | Tête d'homme, coiffé probablement d'une mitre, inclinée de trois quarts vers la gauche (r°) Tête d'homme chauve, grimaçant (v°)                              | P.                           | 2606            | Plume, pinceau et encre brune, tracé préparatoire à la pierre noire, taches de lavis brun (r°) Pierre noire (v°) | Papier frotté et lavé de sanguine                                                                        | 0,27   | 0,196  | « 50350003439 », notice no 50350003439 « 50350003440 », notice no 50350003440 |
|                            | Tête d'homme coiffée d'un bonnet (r°) Tête d'homme, de profil vers la gauche                                                                                 | P.                           | 2607            | Plume et encre brune, tracé préparatoire à la pierre noire (r° et v°) | Papier filigrané lavé de sanguine                                                                        | 0,275  | 0,195  | « 50350003441 », notice no 50350003441 « 50350003442 », notice no 50350003442 |
|                            | Tête d'homme, de profil vers la droite (r°) Tête d'homme, de profil vers la droite. Reprise de l'œil                                                         | P.                           | 2608            | Plume et encre brune, tracé préparatoire à la pierre noire (r° et v°) | Papier lavé de sanguine                                                                                  | 0,269  | 0,195  | « 50350003443 », notice no 50350003443 « 50350003444 », notice no 50350003444 |
|                            | Tête d'homme, de trois quarts vers la gauche. Fleurs (r°) Tête d'homme, de profil vers la droite                                                             | P.                           | 2609            | Plume et encre brune, tracé préparatoire à la pierre noire (r° et v°) | Papier lavé de sanguine                                                                                  | 0,272  | 0,199  | « 50350003445 », notice no 50350003445 « 50350003446 », notice no 50350003446 |
|                            | Deux têtes de soldats blessés, coiffés d'un casque (r°) Soldat casqué, vu en buste, tenant une lance, la tête de trois quarts vers la gauche (v°)            | P.                           | 2610            | Plume et encre brune, tracé préparatoire à la pierre noire (r° et v°) | Papier filigrané frotté et lavé de sanguine                                                              | 0,285  | 0,20   | « 50350003447 », notice no 50350003447 « 50350003448 », notice no 50350003448 |
|                            | Soldat casqué, vu en buste, les yeux baissés | P.                           | 2611            | Plume et encre brune, tracé préparatoire à la pierre noire | Papier filigrané lavé de sanguine                                                                        | 0,281  | 0,205  | « 50350003449 », notice no 50350003449                                        |
|                            | Soldat, vu en buste, tenant une lance, coiffé d'un casque à la visière levée (r°) Partie d'un collier avec un pendentif marqué des lettres v v (v°)          | P.                           | 2612            | Plume et encre brune, tracé préparatoire à la pierre noire (r° et v°) | Papier frotté et lavé de sanguine                                                                        | 0,282  | 0,205  | « 50350003450 », notice no 50350003450 « 50350504935 », notice no 50350504935 |
|                            | Soldat casqué, vu en buste, tenant un glaive (r°) Étude d'une cotte de mailles (v°)                                                                          | P.                           | 2613            | Plume et encre brune, tracé préparatoire à la pierre noire (r° et v°) | Papier filigrané lavé de sanguine                                                                        | 0,29   | 0,204  | « 50350003451 », notice no 50350003451 « 50350003452 », notice no 50350003452 |
|                            | Jeune homme, vu à mi-corps, jouant du fifre et du tambour | P.                           | 2614            | Plume et encre brune, tracé préparatoire à la pierre noire | Papier frotté et lavé de sanguine au verso                                                               | 0,285  | 0,204  | « 50350003453 », notice no 50350003453                                        |
|                            | Soldat casqué, vu en buste, tourné vers la droite (r°) Soldat casqué, vu en buste (v°)                                                                       | P.                           | 2615            | Plume et encre brune, tracé préparatoire à la pierre noire (r° et v°) | Papier lavé de sanguine                                                                                  | 0,203  | 0,203  | « 50350003454 », notice no 50350003454 « 50350003455 », notice no 50350003455 |
|                            | Soldat, vu en buste, de face, penché en avant (r°) Jeune homme vu en buste, de trois-quarts vers la gauche, jouant du fifre (v°)                             | P.                           | 2616            | Plume et encre brune, tracé préparatoire à la pierre noire (r° et v°) | Papier frotté et lavé de sanguine                                                                        | 0,282  | 0,198  | « 50350003456 », notice no 50350003456 « 50350003457 », notice no 50350003457 |
|                            | Soldat casqué, vu en buste, le regard baissé | P.                           | 2617            | Plume et encre brune, tracé préparatoire à la pierre noire | Papier filigrané lavé de sanguine                                                                        | 0,28   | 0,20   | « 50350003458 », notice no 50350003458                                        |
|                            | Tête d'homme coiffée d'un bonnet (r°) Tête d'homme, de profil vers la droite (v°)                                                                            | P.                           | 2618            | Plume et encre brune, tracé préparatoire à la pierre noire (r° et v°) | Papier filigrané lavé de sanguine                                                                        | 0,27   | 0,19   | « 50350003459 », notice no 50350003459 « 50350003460 », notice no 50350003460 |
|                            | Homme en buste, de trois quarts vers la droite, soufflant dans une trompette                                                                                 | P.                           | 2619            | Plume et encre brune, tracé préparatoire à la pierre noire | Papier frotté et lavé de sanguine au r° et au v°                                                         | 0,28   | 0,203  | « 50350003461 », notice no 50350003461                                        |
|                            | Tête d'homme barbu, de trois-quarts vers la droite, coiffé d'un mazzocchio                                                                                   | P.                           | 2620            | Plume et encre brune, tracé préparatoire à la pierre noire | Papier frotté et lavé de sanguine au r° et au v°                                                         | 0,28   | 0,204  | « 50350003462 », notice no 50350003462                                        |
|                            | Buste d'homme barbu, la tête de trois quarts penchée vers la gauche                                                                                          | P.                           | 2621            | Plume et encre brune, tracé préparatoire à la pierre noire | Papier filigrané frotté et lavé de sanguine au r° et au v°                                               | 0,28   | 0,20   | « 50350003463 », notice no 50350003463                                        |
|                            | Tête d'homme barbu, vu de profil, coiffé d'un casque orné de plumes                                                                                          | P.                           | 2622            | Plume et encre brune, tracé préparatoire à la pierre noire | Papier filigrané frotté et lavé de sanguine                                                              | 0,284  | 0,203  | « 50350003464 », notice no 50350003464                                        |
|                            | Trois têtes d'hommes, l'un d'entre eux portant des bésicles (r°) Vierge à l'Enfant, vue à mi-corps. Essais de plume (v°)                                     | P.                           | 2623            | Plume et encre brune, lavis brun, lavis de sanguine, tracé préparatoire à la pierre noire (r°) Plume et encre brune, tracé préparatoire à la pierre noire. Taches d'encre brune et de lavis (v°) | Papier lavé de sanguine                                                                                  | 0,19   | 0,203  | « 50350003465 », notice no 50350003465 « 50350003466 », notice no 50350003466 |
|                            | Étude d'un buste de vieillard, de face (r°) Tête de vieillard' (v°)                                                                                          | É. L.                        | 2624            | Lavis de sanguine et sanguine (r°) Sanguine (v°) | N. P. | 0,213  | 0,153  | « 50350003467 », notice no 50350003467 « 50350003468 », notice no 50350003468 |
|                            | Partie antérieure d'un centaure tombant sur le flanc droit (r°) Partie antérieure d'un centaure, de profil vers la gauche (v°)                               | P.                           | 2625            | Pierre noire, repassée à la plume et encre brune (r°) Pierre noire (v°) | Papier filigrané lavé de rose                                                                            | 0,26   | 0,202  | « 50350003469 », notice no 50350003469 « 50350506500 », notice no 50350506500 |
|                            | Le centaure Nessus enlevant Déjanire (r°) Couple assis s'embrassant (v°)                                                                                     | P.                           | 2626            | Pierre noire, repassée à la plume et encre brune (r°) Pierre noire (v°) | Papier filigrané lavé de sanguine                                                                        | 0,185  | 0,25   | « 50350003470 », notice no 50350003470 « 50350506501 », notice no 50350506501 |
| Dessin non importé         | Tête et encolure d'un cheval harnaché et caparaçonné, de profil (r°) Traits de plume suggérant la crinière d'un cheval (v°)                                  | P.                           | 2627            | Plume et encre brune, tracé préparatoire à la pierre noire (r° et v°) | Papier filigrané frotté et lavé de sanguine rouge sombre                                                 | 0,253  | 0,185  | « 50350003471 », notice no 50350003471 « 50350504934 », notice no 50350504934 |
|                            | Tête de cheval harnaché, de profil vers la gauche | P.                           | 2628            | Plume et encre brune, tracé préparatoire à la pierre noire | Papier filigrané frotté et lavé de sanguine rouge sombre                                                 | 0,256  | 0,186  | « 50350003472 », notice no 50350003472                                        |
|                            | Tête d'un cheval harnaché, de trois quarts vers la gauche (r° et v°)                                                                                         | P.                           | 2629            | Plume et encre brune, tracé préparatoire à la pierre noire (r° et v°) | Papier filigrané frotté et lavé de sanguine rouge sombre, sur 2 feuillets de papier assemblés            | 0,252  | 0,364  | « 50350003473 », notice no 50350003473 « 50350003474 », notice no 50350003474 |
|                            | Deux têtes de cheval, l'une de face, l'autre harnachée, de trois quarts (r°) Tête et encolure d'un cheval harnaché, de profil vers la gauche (v°)            | P.                           | 2630            | Plume et encre brune, tracé préparatoire à la pierre noire, lavis brun-rouge au verso | Papier frotté et lavé de sanguine rouge sombre, sur 2 feuillets de papier assemblés                      | 0,252  | 0,377  | « 50350003475 », notice no 50350003475 « 50350003476 », notice no 50350003476 |

## Sources
- Pisanello : Le peintre aux sept vertus. Catalogue de l'exposition à Paris : Musée du Louvre, du 6 mai au 5 août 1996. Paris : Réunion des Musées Nationaux, 1996, 518 p.  (ISBN 978-27118-3139-5)